# Saison 2024-2025 du RSC Anderlecht
Maillots
Chronologie
Saison précédente Saison suivante
La saison 2024-2025 du RSC Anderlecht, club de football belge, voit le club évoluer en Jupiler Pro League pour la quatre-vingt-quatorzième saison de son histoire. Classé 3e des play-offs du championnat national la saison précédente, il s'est qualifié pour le tour de barrage de a Ligue Europa et dispute aussi la coupe nationale.
L'équipe est dirigée en début de saison par le Danois Brian Riemer, en place depuis décembre 2022. Le 19 septembre 2024, il est remplacé en raison d'un manque de résultats par le Belge David Hubert, qui doit assurer l'intérim puis se voit confirmer au poste d'entraîneur principal pendant la trêve internationale d'octobre.
Après avoir longtemps été dans les premières places du classement de Ligue Europa, Anderlecht se fait sortir au stade des barrages de la phase à élimination directe par Fenerbahçe (2–5 au score cumulé).
Avant de débuter les play-offs du championnat et la finale de la coupe nationale, le club met fin à la mission d'entraîneur de David Hubert, remplacé sur le banc par Besnik Hasi.

## Effectif

### Transferts

#### Mercato estival
| Nom                       | Nationalité | Poste             | Type de transfert   | Provenance/Destination | Division       |
| ------------------------- | ----------- | ----------------- | ------------------- | ---------------------- | -------------- |
| Arrivées                  |             |                   |                     |                        |                |
| Ludwig Augustinsson       | Suède       | Défenseur         | Transfert libre     | Séville FC             | LaLiga         |
| Leander Dendoncker        | Belgique    | Milieu de terrain | Prêt                | Aston Villa FC         | Premier League |
| Samuel Edozie             | Angleterre  | Attaquant         | Prêt                | Southampton FC         | Premier League |
| Alexis Flips              | France      | Milieu de terrain | Retour de prêt      | MKE Ankaragücü         | Süper Lig      |
| Thomas Foket              | Belgique    | Défenseur         | Transfert libre     | Stade de Reims         | Ligue 1        |
| Mathias Jørgensen (Zanka) | Danemark    | Défenseur         | Transfert libre     | Brentford FC           | Premier League |
| Jan-Carlo Simić           | Serbie      | Défenseur         | Transfert (3 M€)    | AC Milan               | Serie A        |
| Départs                   |             |                   |                     |                        |                |
| Kristian Arnstad          | Norvège     | Milieu de terrain | Transfert (1,35 M€) | AGF Aarhus             | Superliga      |
| Ludwig Augustinsson       | Suède       | Défenseur         | Fin du prêt         | Séville FC             | LaLiga         |
| Zeno Debast               | Belgique    | Défenseur         | Transfert (15,5 M€) | Sporting CP            | Liga Portugal  |
| Thomas Delaney            | Danemark    | Milieu de terrain | Fin du prêt         | Séville FC             | LaLiga         |
| Alexis Flips              | France      | Milieu de terrain | Prêt                | Royal Charleroi SC     | Pro League     |
| Federico Gattoni          | Argentine   | Défenseur         | Fin du prêt         | Séville FC             | LaLiga         |
| Louis Patris              | Belgique    | Défenseur         | Prêt                | K Saint-Trond VV       | Pro League     |
| Kasper Schmeichel         | Danemark    | Gardien de but    | Transfert libre     | Celtic Glasgow         | Premiership    |

#### Mercato hivernal
| Nom                       | Nationalité | Poste     | Type de transfert | Provenance/Destination | Division            |
| ------------------------- | ----------- | --------- | ----------------- | ---------------------- | ------------------- |
| Arrivées                  |             |           |                   |                        |                     |
| Adryelson                 | Brésil      | Défenseur | Prêt              | Olympique lyonnais     | Ligue 1             |
| Lucas Hey                 | Danemark    | Défenseur | Transfert         | FC Nordsjælland        | Superliga           |
| César Huerta              | Mexique     | Attaquant | Transfert         | Pumas UNAM             | Liga MX             |
| Départs                   |             |           |                   |                        |                     |
| Mathias Jørgensen (Zanka) | Danemark    | Défenseur | Libéré            | Los Angeles Galaxy     | Major League Soccer |

### Effectif professionnel
Le tableau ci-dessous recense les joueurs de l'effectif du RSC Anderlecht lors de la saison 2024-2025.
En grisé, les sélections de joueurs internationaux chez les jeunes mais n'ayant jamais été appelés aux échelons supérieurs une fois l'âge-limite dépassé ou les joueurs ayant pris leur retraite internationale.
1. ↑  Seule la nationalité sportive est indiquée. Un joueur peut avoir plusieurs nationalités mais n'a le droit de jouer que pour une seule sélection nationale.
2. ↑  Seule la sélection la plus importante est indiquée.

## Compétitions

### Championnat

#### Saison régulière

##### Juillet - Août
| 1re journée            | RSC Anderlecht | 1 – 0   | Sint-Truidense VV |                        |                        |
| Samedi 27 juillet 2024 | Stroeykens 90+1e | (0 – 0) | | Lotto Park, Anderlecht | Lotto Park, Anderlecht |
| Samedi 27 juillet 2024 | Rapport |         | | Lotto Park, Anderlecht | Lotto Park, Anderlecht |
| Samedi 27 juillet 2024 | Coosemans – Ashimeru ( 77e Stroeykens), Vertonghen, N'Diaye ( 65e Arnstad), Sardella – Verschaeren, Rits ( 65e Simić), Leoni – Angulo ( 77e Vázquez), Dolberg ( 90+4e Flips), Dreyer | Équipes | Coppens – Godeau, Ananou, Van Helden – Ogawa, Vanwesemael, Diriken, Dumont – Nhaili, Zahiroleslam ( 83e Barnes), Mindombe | Lotto Park, Anderlecht | Lotto Park, Anderlecht |

| 2e journée           | Royal Antwerp FC | 1 – 2   | RSC Anderlecht |                       |                       |
| Dimanche 4 août 2024 | ( Janssen) Kerk 33e | (1 – 1) | 24e (csc) Lammens · 79e Ashimeru (Verschaeren ) | Bosuilstadion, Anvers | Bosuilstadion, Anvers |
| Dimanche 4 août 2024 | Alderweireld 39e · Odoi 90+1e | Rapport | | Bosuilstadion, Anvers | Bosuilstadion, Anvers |
| Dimanche 4 août 2024 | Lammens – Costa ( 86e Keita), Van den Bosch, Alderweireld, Bataille – Kerk ( 67e Valencia), Doumbia, Ondrejka ( 86e Udoh), Odoi, Chery ( 86e Scott) – Janssen | Équipes | Coosemans – N'Diaye, Vertonghen, Leoni, Sardella ( 90e Patris) – Rits, Simić, Verschaeren – Stroeykens ( 75e Ashimeru), Dolberg ( 75e Vázquez), Dreyer ( 89e Angulo) | Bosuilstadion, Anvers | Bosuilstadion, Anvers |

| 3e journée          | RSC Anderlecht | 1 – 1   | OH Louvain |                        |                        |
| Samedi 10 août 2024 | ( Stroeykens) Dolberg 35e | (1 – 1) | 43e Maertens (Schrijvers ) | Lotto Park, Anderlecht | Lotto Park, Anderlecht |
| Samedi 10 août 2024 | Simić 26e · Sardella 39e · Vázquez 86e | Rapport | 51e Balikwisha · 62e Mendyl · | Lotto Park, Anderlecht | Lotto Park, Anderlecht |
| Samedi 10 août 2024 | Coosemans – N'Diaye ( 82e Augustinsson), Leoni, Simić, Sardella – Stroeykens ( 69e Vázquez), Rits, Ashimeru ( 60e Amuzu) – Verschaeren, Dolberg, Dreyer | Équipes | Leysen – Akimoto, Pletinckx, Schingtienne – Mendyl ( 75e Banzuzi), Schrijvers, Verstraete ( 85e Biron), Vlietinck ( 63e Gil) – Balikwisha ( 63e Maziz), N'Dri, Maertens (75 Ikwuemesi) | Lotto Park, Anderlecht | Lotto Park, Anderlecht |

| 4e journée          | KV Mechelen | 1 – 3   | RSC Anderlecht |                       |                       |
| Samedi 17 août 2024 | Lauberbach 22e | (1 – 2) | 41e Augustinsson (Jørgensen ) · 45+4e Amuzu (Verschaeren ) · 89e Leoni (Stroeykens )                                                                                 | AFAS Stadion, Malines | AFAS Stadion, Malines |
| Samedi 17 août 2024 | Raemaekers 46e | Rapport | 36e Amuzu · 78e Simić · | AFAS Stadion, Malines | AFAS Stadion, Malines |
| Samedi 17 août 2024 | De Wolf – Marsà ( 76e Ngoy), Raemaekers, Van Cleemput ( 76e Hairemans) – Foulon, Schoofs, Ouattara, Pflücke – Storm ( 77e Dahl), Lauberbach ( 33e Bafdili), Mrabti | Équipes | Coosemans – Augustinsson ( 65e Foket), Jørgensen, Simić, Sardella – Rits, Leoni, Dreyer – Verschaeren ( 85e Stroeykens), Dolberg ( 65e Vázquez), Amuzu ( 57e Angulo) | AFAS Stadion, Malines | AFAS Stadion, Malines |

##### Septembre
| 6e journée         | Royale Union SG | 0 – 0   | RSC Anderlecht |                             |                             |
| 1er septembre 2024 | | (0 – 0) | | Stade Joseph Marien, Forest | Stade Joseph Marien, Forest |
| 1er septembre 2024 | Terho 41e · Ait El Hadj 45+7e · Vanhoutte 90+5e | Rapport | 16e Jørgensen · 36e Rits · 44e Simić · 84e Sardella · | Stade Joseph Marien, Forest | Stade Joseph Marien, Forest |
| 1er septembre 2024 | Moris – Leysen, Machida, Mac Allister – Terho, Sadiki, Vanhoutte, Castro-Montes – Fuseini ( 89e Kabangu), Ait El Hadj ( 72e Amani), Rodríguez ( 81e Ivanović) | Équipes | Coosemans – Augustinsson, Jørgensen, Simić, Sardella ( 89e Foket) – Stroeykens ( 77e Verschaeren), Rits, Leoni ( 77e Ashimeru) – Angulo ( 58e Amuzu), Dolberg ( 59e Vázquez), Dreyer | Stade Joseph Marien, Forest | Stade Joseph Marien, Forest |

| 7e journée        | RSC Anderlecht | 2 – 2   | KVC Westerlo |                        |                        |
| 14 septembre 2024 | ( Dreyer) Vázquez 8e · ( Angulo) Stroeykens 83e | (1 – 1) | 37e Bayram · 59e Vušković | Lotto Park, Anderlecht | Lotto Park, Anderlecht |
| 14 septembre 2024 | Leoni 59e · Simić 60e · Ashimeru 88e · Angulo 90+6e | Rapport | 45+3e Alcócer · 70e Vušković · 81e Reynolds · 90+3e Neustädter · 90+3e Bolat ·                                                                      | Lotto Park, Anderlecht | Lotto Park, Anderlecht |
| 14 septembre 2024 | Coosemans – Augustinsson, Jørgensen, Simić ( 63e Ashimeru), Sardella ( 82e Angulo) – Verschaeren ( 62e Edozie), Dendoncker, Leoni – Amuzu, Vázquez ( 46e Stroeykens), Dreyer | Équipes | Bolat – Bayram, Vušković, Neustädter – Rommens, Piedfort, Yow ( 46e Sayyadmanesh), Reynolds – Haspolat, Frigan ( 80e Mebude), Alcócer ( 46e Devine) | Lotto Park, Anderlecht | Lotto Park, Anderlecht |

| 5e journée        | RSC Anderlecht | 0 – 2   | KRC Genk |                        |                        |
| 17 septembre 2024 | | (0 – 1) | 36e Sadick (Heynen ) · 85e Adedeji-Sternberg (Oh ) | Lotto Park, Anderlecht | Lotto Park, Anderlecht |
| 17 septembre 2024 | Ashimeru 81e | Rapport | 71e Hrošovský · 74e El Ouahdi · | Lotto Park, Anderlecht | Lotto Park, Anderlecht |
| 17 septembre 2024 | Coosemans – Augustinsson, Jørgensen, Rits, Foket ( 72e Sardella) – Stroeykens ( 87e Degreef), Dendoncker, Leoni ( 69e Ashimeru) – Amuzu ( 46e Verschaeren), Dolberg, Edozie ( 68e Angulo) | Équipes | Van Crombrugge – Kayembe, Sadick, Smets, El Ouahdi ( 85e Nkuba) – Heynen ( 85e Bangoura), Sattlberger, Hrošovský – Sor ( 85e Adedeji-Sternberg), Arokodare ( 78e Oh), Steukers ( 71e Bonsu Baah) | Lotto Park, Anderlecht | Lotto Park, Anderlecht |

| 8e journée        | RSC Anderlecht | 0 – 0   | Sporting Charleroi |                        |                        |
| 21 septembre 2024 | | (0 – 0) | | Lotto Park, Anderlecht | Lotto Park, Anderlecht |
| 21 septembre 2024 | N'Diaye 50e · Edozie 70e · Sardella 82e · Jørgensen 86e | Rapport | 21e Bernier · 59e Guiagon · 71e Pétris ·                                                                               | Lotto Park, Anderlecht | Lotto Park, Anderlecht |
| 21 septembre 2024 | Coosemans – N'Diaye ( 86e Foket), Jørgensen, Simić, Sardella – Edozie ( 86e Angulo), Rits ( 72e Leoni), Verschaeren ( 72e Amuzu), Dendoncker, Stroeykens – Dolberg ( 79e Vázquez) | Équipes | Koné – Dragsnes, Andréou, Ousou, Pétris – Guiagon ( 70e Mbenza), Camara, Heymans, Zorgane, Bernier – Kyei ( 71e Sylla) | Lotto Park, Anderlecht | Lotto Park, Anderlecht |

| 9e journée        | FCV Dender EH | 1 – 1   | RSC Anderlecht |                            |                            |
| 28 septembre 2024 | ( Nsimba) Scheidler 51e | (0 – 1) | 27e Edozie (Stroeykens ) | Stade Van Roy, Denderleeuw | Stade Van Roy, Denderleeuw |
| 28 septembre 2024 | Fila 46e · Van Oudenhove 86e · Sylla 90+6e | Rapport | 82e N'Diaye · 88e Degreef · | Stade Van Roy, Denderleeuw | Stade Van Roy, Denderleeuw |
| 28 septembre 2024 | Verrips – Fila ( 81e Sylla), Cools, Ruyssen – Ferraro ( 81e Van Oudenhove), Květ ( 59e Oratmangoen), Rôdes, Hens ( 71e Viltard), Goncalves – Scheidler ( 59e Berte), Nsimba | Équipes | Coosemans – N'Diaye ( 90e Leoni), Jørgensen, Simić, Sardella – Stroeykens ( 68e Vázquez), Dendoncker, Verschaeren ( Ashimeru) – Dreyer ( 67e Degreef), Dolberg, Edozie ( 67e Angulo) | Stade Van Roy, Denderleeuw | Stade Van Roy, Denderleeuw |

##### Octobre
| 10e journée    | RSC Anderlecht | 3 – 0   | Standard de Liège |                        |                        |
| 6 octobre 2024 | ( Verschaeren) Simić 8e · ( Stroeykens) Dolberg 29e · ( Jørgensen) Dreyer 90+1e | (2 – 0) | | Lotto Park, Anderlecht | Lotto Park, Anderlecht |
| 6 octobre 2024 | Simić 83e · Sardella 90+5e | Rapport | 54e Hautekiet · | Lotto Park, Anderlecht | Lotto Park, Anderlecht |
| 6 octobre 2024 | Coosemans – N'Diaye ( 90+1e Augustinsson), Jørgensen, Simić, Sardella – Degreef ( 69e Edozie), Leoni ( 79e Dreyer), Rits, Verschaeren – Dolberg ( 79e Vázquez), Stroeykens ( 90+1e Ashimeru) | Équipes | Epolo – Hautekiet, Bates, Šutalo ( 46e Calut) – Camara, Bulat ( 67e Alexandrópoulos), O'Neill, Price ( 84e Kuavita), Fossey – Eckert, Zeqiri ( 84e Badamosi) | Lotto Park, Anderlecht | Lotto Park, Anderlecht |

| 11e journée     | K Beerschot VA | 2 – 1   | RSC Anderlecht |                                  |                                  |
| 18 octobre 2024 | ( Sanusi) Al-Sahafi 29e · ( Colassin) Al-Sahafi 69e | (1 – 0) | 49e (pen.) Dolberg | Stade olympique d'Anvers, Anvers | Stade olympique d'Anvers, Anvers |
| 18 octobre 2024 | Dagbz 48e · Plat 51e · Kosiah 85e · Al-Sahafi 90+2e | Rapport | | Stade olympique d'Anvers, Anvers | Stade olympique d'Anvers, Anvers |
| 18 octobre 2024 | Shinton – Plat, Huiberts ( 55e Cagro), Mbe Soh, Dagba – Verlinden ( 76e Kosiah), Matthys, Reyners ( 55e Konstantópoulos), Sanusi ( 65e Colassin), Al-Ghamdi ( 76e Fayed) – Al-Sahafi | Équipes | Coosemans – N'Diaye ( 88e Augustinsson), Jørgensen, Dendoncker, Sardella ( 88e Foket) – Edozie ( 71e Amuzu), Leoni ( 76e Vázquez), Stroeykens, Verschaeren ( 71e Dreyer), Rits – Dolberg | Stade olympique d'Anvers, Anvers | Stade olympique d'Anvers, Anvers |

| 12e journée     | Club Bruges KV | 2 – 1   | RSC Anderlecht |                           |                           |
| 27 octobre 2024 | ( Tzólis) Vermant 7e · ( Vanaken) Talbi 75e | (1 – 0) | 87e Simić (Dreyer ) | Stade Jan Breydel, Bruges | Stade Jan Breydel, Bruges |
| 27 octobre 2024 | | Rapport | 45+2e Leoni · 54e Dendoncker · 55e Dolberg · | Stade Jan Breydel, Bruges | Stade Jan Breydel, Bruges |
| 27 octobre 2024 | Mignolet – De Cuyper, Mechele, Ordóñez, Seys ( 69e Sabbe) – Tzólis ( 81e Skóraś), Jashari ( 90+5e Spileers), Vanaken, Onyedika, Skov Olsen ( 69e Talbi) – Vermant ( 81e Jutglà) | Équipes | Coosemans – N'Diaye ( 90+1e Jørgensen), Simić, Dendoncker, Sardella – Verschaeren ( 57e Amuzu), Leoni ( 57e Ashimeru), Stroeykens ( 68e Edozie), Rits, Dreyer – Dolberg ( 68e Vázquez) | Stade Jan Breydel, Bruges | Stade Jan Breydel, Bruges |

##### Novembre
| 13e journée              | RSC Anderlecht | 4 – 0   | KV Courtrai |                        |                        |
| Dimanche 3 novembre 2024 | Dolberg 36e (pen.) · Kadri 49e (csc) · ( Dreyer) Stroeykens 56e · Dolberg 76e | (1 – 0) | | Lotto Park, Anderlecht | Lotto Park, Anderlecht |
| Dimanche 3 novembre 2024 | Rapport |         | | Lotto Park, Anderlecht | Lotto Park, Anderlecht |
| Dimanche 3 novembre 2024 | Coosemans – N'Diaye, Jørgensen, Simić ( 85e Lapage), Sardella – Edozie ( 78e Amuzu), Ashimeru ( 38e Verschaeren), Stroeykens, Rits, Dreyer ( 85e Degreef) – Dolberg ( 79e Vázquez) | Équipes | Vandenberghe – De Neve ( 90+1e El Idrissy), Fujii, Silva, Mehssatou – Sissako, Kadri ( 74e Šimić), Lagae, Takamine ( 75e Dewaele) – Ambrose ( 61e Ferri), Kaneko ( 62e Fossum) | Lotto Park, Anderlecht | Lotto Park, Anderlecht |

| 14e journée               | Cercle Bruges KSV | 0 – 5   | RSC Anderlecht |                           |                           |
| Dimanche 10 novembre 2024 | | (0 – 1) | 17e Dolberg (Edozie ) · 61e (pen.) Dolberg · 71e Leoni · 74e Dolberg (Amuzu ) · 89e Vázquez (Amuzu )                                                                          | Stade Jan Breydel, Bruges | Stade Jan Breydel, Bruges |
| Dimanche 10 novembre 2024 | Diakité 81e · Delanghe 89e | Rapport | 26e N'Diaye · 53e Verschaeren · 82e Stroeykens · | Stade Jan Breydel, Bruges | Stade Jan Breydel, Bruges |
| Dimanche 10 novembre 2024 | Delanghe – Kakou, Ravych ( 37e Utus), Diakité – Nazinho, Agyekum ( 66e Francis), Van der Bruggen ( 66e De Wilde), Magnée ( 79e Efekele) – Minda ( 67e Olaigbe), Augusto, Somers | Équipes | Coosemans – N'Diaye ( 79e Foket), Jørgensen, Simić, Sardella – Edozie ( 66e Amuzu), Rits, Stroeykens, Verschaeren ( 66e Leoni), Dreyer ( 84e Angulo) – Dolberg ( 79e Vázquez) | Stade Jan Breydel, Bruges | Stade Jan Breydel, Bruges |

| 15e journée               | RSC Anderlecht | 6 – 0   | KAA La Gantoise |                        |                        |
| Dimanche 24 novembre 2024 | Rits 22e · ( Dolberg) Edozie 37e · Dolberg 45e · ( Foket) Dolberg 76e · Araújo 84e (csc) · Amuzu 87e                                                                              | (3 – 0) | | Lotto Park, Anderlecht | Lotto Park, Anderlecht |
| Dimanche 24 novembre 2024 | | Rapport | 9e Torunarigha · 43e Watanabe · 68e, 75e Samoise · | Lotto Park, Anderlecht | Lotto Park, Anderlecht |
| Dimanche 24 novembre 2024 | Coosemans – N'Diaye, Jørgensen, Simić, Sardella ( 46e Foket) – Edozie ( 62e Amuzu), Rits ( 62e Dendoncker), Stroeykens ( 62e Verschaeren), Leoni, Dreyer – Dolberg ( 79e Vázquez) | Équipes | Roef – Brown, Torunarigha, Watanabe, Samoise – Sonko ( 66e Guðjohnsen), Ito ( 82e Gerkens), Gandelman ( 46e Mitrović), Delorge, Surdez ( 46e Araújo) – Dean ( 78e Kums) | Lotto Park, Anderlecht | Lotto Park, Anderlecht |

##### Décembre
| 16e journée                | OH Louvain | 0 – 0   | RSC Anderlecht |                                          |                                          |
| Dimanche 1er décembre 2024 | | (0 – 0) | | King Power at Den Dreef Stadion, Louvain | King Power at Den Dreef Stadion, Louvain |
| Dimanche 1er décembre 2024 | Vlietinck 39e · Schrijvers 59e | Rapport | 83e Jørgensen · | King Power at Den Dreef Stadion, Louvain | King Power at Den Dreef Stadion, Louvain |
| Dimanche 1er décembre 2024 | Leysen – Akimoto, Ricca ( 71e Ominami), Kuruçay – Mendyl ( 63e Balikwisha), Schrijvers, Verstraete, Vlietinck – Mitrović, Ikwuemesi, Maziz ( 71e N'Dri) | Équipes | Coosemans – N'Diaye, Jørgensen, Simić, Foket – Leoni ( 66e Verschaeren), Rits, Dreyer ( 78e Degreef) – Amuzu ( 66e Angulo), Dolberg ( 78e Vázquez), Stroeykens | King Power at Den Dreef Stadion, Louvain | King Power at Den Dreef Stadion, Louvain |

| 17e journée              | RSC Anderlecht | 2 – 1   | K Beerschot VA |                        |                        |
| Dimanche 8 décembre 2024 | ( Foket) Verschaeren 45+6e · ( Vázquez) Dreyer 90+2e | (1 – 1) | 6e Al-Sahafi (Colassin ) | Lotto Park, Anderlecht | Lotto Park, Anderlecht |
| Dimanche 8 décembre 2024 | Jørgensen 84e | Rapport | 25e Al-Ghamdi · 30e Konstantópoulos · 45+3e Colassin · 56e Shinton · 64e Dagba · 82e Cagro · 84e Keita ·                                                                             | Lotto Park, Anderlecht | Lotto Park, Anderlecht |
| Dimanche 8 décembre 2024 | Coosemans – N'Diaye ( 79e Augustinsson), Jørgensen, Simić, Foket – Rits ( 79e Vázquez), Stroeykens ( 45e Verschaeren), Dendoncker – Amuzu, Dolberg, Dreyer | Équipes | Shinton – Plat, Fayed, Mbe Soh, Konstantópoulos – Verlinden ( 83e Keita), Al-Ghamdi, Henderson ( 41e Cagro), Dagba ( 67e Weymans) – Colassin ( 68e Reyners), Al-Sahafi ( 83e Martha) | Lotto Park, Anderlecht | Lotto Park, Anderlecht |

| 18e journée               | Saint-Trond VV | 0 – 2   | RSC Anderlecht |                                        |                                        |
| Dimanche 15 décembre 2024 | | (0 – 1) | 26e Dolberg (Dreyer ) · 61e (pen.) Dolberg | Daio Wasabi Stayen Stadium, Anderlecht | Daio Wasabi Stayen Stadium, Anderlecht |
| Dimanche 15 décembre 2024 | Mbalanda 90+6e | Rapport | 52e N'Diaye · 67e Jørgensen · | Daio Wasabi Stayen Stadium, Anderlecht | Daio Wasabi Stayen Stadium, Anderlecht |
| Dimanche 15 décembre 2024 | Kokubo – Janssens, Belaïd ( 71e Vanwesemael), Van Helden – Ogawa, Fujita, Yamamoto ( 78e Barnes), Patris – Ito, Ferrari ( 90+2e Mbalanda), Brahimi | Équipes | Coosemans – N'Diaye ( 66e Augustinsson), Jørgensen, Simić, Foket – Leoni ( 90+5e Engwanda), Dendoncker, Rits – Amuzu ( 66e Edozie), Dolberg ( 74e Vázquez), Dreyer ( 74e Verschaeren) | Daio Wasabi Stayen Stadium, Anderlecht | Daio Wasabi Stayen Stadium, Anderlecht |

| 19e journée               | KRC Genk | 2 – 0   | RSC Anderlecht |                    |                    |
| Dimanche 22 décembre 2024 | ( El Ouahdi) Arokodare 28e · ( Arokodare) Karetsas 71e | (1 – 0) | | Cegeka Arena, Genk | Cegeka Arena, Genk |
| Dimanche 22 décembre 2024 | Cuesta 25e | Rapport | 48e Dendoncker · | Cegeka Arena, Genk | Cegeka Arena, Genk |
| Dimanche 22 décembre 2024 | Van Crombrugge – Kayembe, Smets, Cuesta, El Ouahdi – Bonsu Baah ( 75e Adedeji-Sternberg), Heynen, Karetsas ( 75e Hrošovský), Bangoura ( 88e Sattlberger), Steuckers ( 90+3e Kongolo) – Arokodare ( 87e Oh) | Équipes | Coosemans – N'Diaye ( 77e Augustinsson), Jørgensen, Simić, Foket – Leoni ( 60e Degreef), Dendoncker, Rits ( 77e Vázquez) – Edozie ( 83e Angulo), Dolberg, Verschaeren ( 60e Amuzu) | Cegeka Arena, Genk | Cegeka Arena, Genk |

| 20e journée               | RSC Anderlecht | 2 – 3   | FCV Dender EH |                        |                        |
| Vendredi 27 décembre 2024 | ( Dreyer) Verschaeren 20e · ( Rits) Dreyer 29e | (2 – 1) | 8e Květ · 76e Scheidler (Květ ) · 88e Nsimba                                                                                                  | Lotto Park, Anderlecht | Lotto Park, Anderlecht |
| Vendredi 27 décembre 2024 | | Rapport | 90+1e Pupe · 90+6e Nsimba · | Lotto Park, Anderlecht | Lotto Park, Anderlecht |
| Vendredi 27 décembre 2024 | Coosemans – N'Diaye, Jørgensen, Simić, Engwanda ( 63e Sardella) – Verschaeren ( 64e Hazard), Dendoncker, Rits – Edozie ( 75e Amuzu), Dolberg, Dreyer ( 88e Vázquez) | Équipes | Verrips – Goncalves ( 64e Oratmangoen), Cools, Ruyssen – Pupe, Ferraro, Rôdes, Květ, Hrnčár – Scheidler ( 90+5e Masangu), Berte ( 64e Nsimba) | Lotto Park, Anderlecht | Lotto Park, Anderlecht |

##### Janvier
| 21e journée              | RSC Anderlecht | 0 – 3   | Club Bruges KV |                        |                        |
| Dimanche 12 janvier 2025 | | (0 – 2) | 9e Jutglà (Talbi ) · 40e Jutglà · 78e Nilsson (Tzólis ) | Lotto Park, Anderlecht | Lotto Park, Anderlecht |
| Dimanche 12 janvier 2025 | Rits 71e | Rapport | | Lotto Park, Anderlecht | Lotto Park, Anderlecht |
| Dimanche 12 janvier 2025 | Coosemans – Dendoncker, Lapage, Simić – Maamar, Leoni ( 80e Degreef), Rits ( 80e Verschaeren), Sardella – Amuzu ( 46e Edozie), Dolberg ( 46e Vázquez), Dreyer ( 68e Hazard) | Équipes | Mignolet – De Cuyper, Mechele, Ordóñez ( 86e Spileers), Sabbe ( 69e Meijer) – Tzólis ( 90e Vetlesen), Jashari, Vanaken, Onyedika, Talbi ( 86e Skóraś) – Jutglà ( 69e Nilsson) | Lotto Park, Anderlecht | Lotto Park, Anderlecht |

| 22e journée              | KV Courtrai | 0 – 2   | RSC Anderlecht |                                  |                                  |
| Dimanche 19 janvier 2025 | | (0 – 0) | 61e Hazard · 90+2e Huerta (Angulo ) | Stade des Éperons d'or, Courtrai | Stade des Éperons d'or, Courtrai |
| Dimanche 19 janvier 2025 | Silva 61e, 64e · Ambrose 70e | Rapport | 66e Hazard · 89e Degreef · | Stade des Éperons d'or, Courtrai | Stade des Éperons d'or, Courtrai |
| Dimanche 19 janvier 2025 | Pirard – De Neve, Lagae, Sissako, Silva, Dewaele ( 81e Alebiosu) – Kadri ( 71e Dejaegere), Ambrose, Ilaimaharitra ( 81e El Idrissy), Dermane – Mehssatou | Équipes | Coosemans – Sardella, Maamar, N'Diaye ( 72e Simić), Dendoncker – Adryelson, Rits, Verschaeren – Vázquez ( 83e Goto), Degreef ( 90e Angulo), Hazard ( 71e Huerta) | Stade des Éperons d'or, Courtrai | Stade des Éperons d'or, Courtrai |

| 23e journée              | RSC Anderlecht | 4 – 1   | KV Mechelen |                        |                        |
| Dimanche 26 janvier 2025 | ( Hazard) Goto 23e · ( Verschaeren) Simić 40e · ( Rits) Veschaeren 66e · Touba 81e (csc)                                                                                     | (2 – 0) | 48e Raman | Lotto Park, Anderlecht | Lotto Park, Anderlecht |
| Dimanche 26 janvier 2025 | | Rapport | 40e Touba · 53e Antonio · | Lotto Park, Anderlecht | Lotto Park, Anderlecht |
| Dimanche 26 janvier 2025 | Kikkenborg – Simić, Dendoncker, Adryelson – N'Diaye ( 80e Maamar), Verschaeren ( 86e Leoni), Rits ( 72e Hey), Sardella – Huerta ( 81e Amuzu), Goto ( 72e Stroeykens), Hazard | Équipes | De Wolf – Touba, Welsh ( 46e Antonio), Raemaekers – Marsà ( 46e Van Rafelghem), Ouattara, Hammar, Schoofs, Belghali – Raman ( 83e Lauberbach), Mrabti ( 72e Storm) | Lotto Park, Anderlecht | Lotto Park, Anderlecht |

##### Février
| 24e journée             | KAA La Gantoise | 1 – 0   | RSC Anderlecht |                       |                       |
| Dimanche 2 février 2025 | Ito 6e | (1 – 0) | | Stade Artevelde, Gand | Stade Artevelde, Gand |
| Dimanche 2 février 2025 | Mitrović 35e · Delorge 44e · Lopes 72e, 77e | Rapport | 34e, 34e N'Diaye · 44e Degreef · 80e Hey · | Stade Artevelde, Gand | Stade Artevelde, Gand |
| Dimanche 2 février 2025 | Roef – Torunarigha, Watanabe, Mitrović – Brown, Delorge ( 66e Kums), Ito, Lopes, Samoise ( 90+1e Araújo) – Hjulsager ( 46e Gandelman), Vanzeir ( 66e Guðjohnsen) | Équipes | Kikkenborg – N'Diaye, Adryelson, Dendoncker, Sardella – Verschaeren, Hey, Stroeykens ( 80e Leoni) – Huerta ( 80e Angulo), Goto ( 46e Vázquez), Degreef ( 46e Hazard) | Stade Artevelde, Gand | Stade Artevelde, Gand |

| 25e journée             | RSC Anderlecht | 2 – 0   | Royal Antwerp FC |                        |                        |
| Dimanche 9 février 2025 | ( Huerta) Dolberg 57e · ( Sardella) Dolberg 63e | (0 – 0) | | Lotto Park, Anderlecht | Lotto Park, Anderlecht |
| Dimanche 9 février 2025 | Sardella 27e | Rapport | 25e Kerk · 34e Renders · 43e Janssen · 72e Alderweireld · | Lotto Park, Anderlecht | Lotto Park, Anderlecht |
| Dimanche 9 février 2025 | Coosemans – Augustinsson, Adryelson, Hey, Sardella – Huerta ( 90+3e Dao), Hazard ( 83e Rits), Dendoncker, Stroeykens ( 83e Angulo), Verschaeren ( 68e Leoni) – Dolberg ( 68e Vázquez) | Équipes | Lammens – Deman, Van den Bosch, Alderweireld, Renders ( 78e Corbanie) – Kerk, Doumbia ( 78e Riedewald), Janssen, Benítez ( 78e Valencia), Chery – Bayo ( 56e Balikwisha) | Lotto Park, Anderlecht | Lotto Park, Anderlecht |

| 26e journée              | Sporting Charleroi | 0 – 1   | RSC Anderlecht |                                       |                                       |
| Dimanche 16 février 2025 | | (0 – 0) | 61e Vázquez (Angulo ) | Stade du Pays de Charleroi, Charleroi | Stade du Pays de Charleroi, Charleroi |
| Dimanche 16 février 2025 | Stulic 10e | Rapport | 32e Maamar · 43e Dendoncker · 68e Degreef · | Stade du Pays de Charleroi, Charleroi | Stade du Pays de Charleroi, Charleroi |
| Dimanche 16 février 2025 | Koné – Nzita, Ousou, Andréou, Rogelj – Guiagon ( 89e Kyei), Zorgane, Heymans, Camara ( 74e Mbenza), Pétris ( 74e Bernier) – Štulić | Équipes | Coosemans – Augustinsson ( 85e N'Diaye), Hey, Simić, Maamar – Degreef, Rits, Hazard ( 58e Angulo), Dendoncker, Huerta ( 85e Adryelson) – Dolberg ( 38e Vázquez) | Stade du Pays de Charleroi, Charleroi | Stade du Pays de Charleroi, Charleroi |

| 27e journée              | RSC Anderlecht | 0 – 2   | Royale Union SG |                        |                        |
| Dimanche 23 février 2025 | | (0 – 1) | 32e Khalaili (David ) · 69e Niang (David ) | Lotto Park, Anderlecht | Lotto Park, Anderlecht |
| Dimanche 23 février 2025 | Sardella 48e · Maamar 50e · Vázquez 88e | Rapport | 45+3e Boufal · 72e Mac Allister · | Lotto Park, Anderlecht | Lotto Park, Anderlecht |
| Dimanche 23 février 2025 | Coosemans – N'Diaye ( 81e Augustinsson), Hey, Adryelson ( 87e Vertonghen) – Maamar ( 66e Angulo), Leoni, Dendoncker, Sardella – Huerta ( 87e Dao), Vázquez, Hazard | Équipes | Moris – Machida, Burgess, Mac Allister – Niang, Sadiki, Rasmussen, Khalaili ( 84e Van de Perre) – David ( 71e Fuseini), Boufal ( 61e Ait El Hadj), Ivanović ( 84e Sykes) | Lotto Park, Anderlecht | Lotto Park, Anderlecht |

##### Mars
| 28e journée          | Standard de Liège | 0 – 2   | RSC Anderlecht |                               |                               |
| Dimanche 2 mars 2025 | | (0 – 0) | 62e Hazard (Augustinsson ) · 87e Angulo (Edozie ) | Stade Maurice Dufrasne, Liège | Stade Maurice Dufrasne, Liège |
| Dimanche 2 mars 2025 | | Rapport | 48e Hazard · 83e Augustinsson · 85e Simić · | Stade Maurice Dufrasne, Liège | Stade Maurice Dufrasne, Liège |
| Dimanche 2 mars 2025 | Bazunu – Camara, Lawrence ( 88e Karamoko), Hautekiet, Fossey – Eckert Ayensa, O'Neill, Bolingoli-Mbombo ( 70e Doumbia), Lazare – Zeqiri ( 70e Hountondji), Alexandrópoulos ( 70e Kuavita) | Équipes | Coosemans – Stroeykens ( 62e Edozie), Simić, Hey, Sardella – Huerta ( 86e Angulo), Augustinsson, Hazard ( 86e Ashimeru), Rits, Dendoncker – Vázquez ( 78e Goto) | Stade Maurice Dufrasne, Liège | Stade Maurice Dufrasne, Liège |

| 29e journée          | KVC Westerlo | 2 – 0   | RSC Anderlecht |                      |                      |
| Dimanche 9 mars 2025 | Frigan 1re · ( Sakamoto) Haspolat 21e | (2 – 0) | | Het Kuipje, Westerlo | Het Kuipje, Westerlo |
| Dimanche 9 mars 2025 | Yow 50e | Rapport | | Het Kuipje, Westerlo | Het Kuipje, Westerlo |
| Dimanche 9 mars 2025 | Jungdal – Rommens ( 81e Bayram), Neustädter, Vušković, Reynolds – Alcócer ( 70e Youlley), Haspolat, Sakamoto ( 65e Devine), Van den Keybus, Yow ( 81e Sydorchuk) – Frigan ( 81e Slimani) | Équipes | Coosemans – Augustinsson, Simić, Hey, Sardella – Hazard, Rits, Stroeykens ( 62e Ashimeru), Edozie ( 62e Angulo), Huerta ( 75e Goto) – Vázquez | Het Kuipje, Westerlo | Het Kuipje, Westerlo |

| 30e journée           | RSC Anderlecht | 3 – 0   | Cercle Bruges KSV |                        |                        |
| Dimanche 16 mars 2025 | ( Dendoncker) Vázquez 5e · ( Huerta) Adryelson 86e · ( Ashimeru) Huerta 90+5e | (1 – 0) | | Lotto Park, Anderlecht | Lotto Park, Anderlecht |
| Dimanche 16 mars 2025 | Hey 28e · Vertonghen 67e | Rapport | 25e Perrin · 25e Nunes · 33e Nazinho · 76e Van der Bruggen · 83e Utkus ·                                                                                          | Lotto Park, Anderlecht | Lotto Park, Anderlecht |
| Dimanche 16 mars 2025 | Coosemans – Augustinsson, Adryelson, Vertonghen, Maamar ( 79e N'Diaye) – Edozie ( 73e Huerta), Hey, Angulo ( 79e Hazard), Dendoncker, Stroeykens ( 73e Ashimeru) – Vázquez ( 90+2e Goto) | Équipes | Delanghe – Perrin, Ravych, Diakité – Nazinho, Van der Bruggen ( 77e Utkus), Nunes ( 45e Bruninho), Magnée ( 76e Ngoura) – Brunner ( 60e Augusto), Agyekum, Somers | Lotto Park, Anderlecht | Lotto Park, Anderlecht |

##### Classement de la saison régulière
Évolution du classement du RSC Anderlecht en fonction des résultats en saison régulière
| Journée     | 1  | 2  | 3  | 4  | 5   | 6   | 7   | 8  | 9  | 10 | 11 | 12 | 13 | 14 | 15 | 16 | 17  | 18  | 19  | 20  | 21  | 22  | 23  | 24  | 25  | 26  | 27  | 28  | 29  | 30  | Journées PO 1 | Journées PO 2 | Journées PO 3 |
| ----------- | -- | -- | -- | -- | --- | --- | --- | -- | -- | -- | -- | -- | -- | -- | -- | -- | --- | --- | --- | --- | --- | --- | --- | --- | --- | --- | --- | --- | --- | --- | ------------- | ------------- | ------------- |
| Rang        | 2  | 2  | 3  | 1  | 1-1 | 1-1 | 4-1 | 6  | 7  | 4  | 6  | 6  | 5  | 4  | 4  | 4  | 3   | 3   | 3   | 3   | 5   | 4   | 4   | 5   | 4   | 4   | 4   | 4   | 4   | 4   | 30            | 1             |               |
| Résultat    | V  | V  | N  | V  | —   | N   | N   | N  | N  | V  | D  | D  | V  | V  | V  | N  | V   | V   | D   | D   | D   | V   | V   | D   | V   | V   | D   | V   | D   | V   | —             | —             | —             |
| Écart (pts) | +2 | +3 | +2 | +4 | +3  | +2  | +1  | +1 | -0 | +2 | +1 | +1 | +2 | +5 | +5 | +4 | +6  | +8  | +7  | +6  | +5  | +5  | +6  | +4  | +7  | +10 | +7  | +10 | +10 | +12 | —             | —             | —             |
| Écart (pts) | +3 | +5 | +5 | +6 | +5  | +4  | +5  | +3 | +4 | +6 | +6 | +3 | +6 | +7 | +9 | +9 | +12 | +15 | +13 | +12 | +10 | +13 | +16 | +13 | +14 | +15 | +15 | +17 | +16 | +19 | —             | —             | —             |

#### Champions Play-offs

##### Mars - Avril
| 1re journée           | Club Bruges KV | 2 – 0   | RSC Anderlecht |                           |                           |
| Dimanche 30 mars 2025 | Tzólis 34e · Vermant 69e | (1 – 0) | | Stade Jan Breydel, Bruges | Stade Jan Breydel, Bruges |
| Dimanche 30 mars 2025 | | Rapport | 17e Ashimeru · 90+3e Dendoncker · | Stade Jan Breydel, Bruges | Stade Jan Breydel, Bruges |
| Dimanche 30 mars 2025 | Mignolet – De Cuyper, Mechele, Ordóñez ( 90e Romero), Sabbe ( 90e Nielsen) – Jutglà, Jashari, Vanaken, Onyedika, Tzólis ( 83e Siquet) – Nilsson ( 67e Vermant) | Équipes | Coosemans – Augustinsson ( 46e Edozie), Hey, Simić ( 46e Adryelson) – N'Diaye, Dendoncker, Ashimeru ( 76e Verschaeren), Angulo – Hazard, Dolberg ( 69e Vázquez), Stroeykens ( 46e Huerta) | Stade Jan Breydel, Bruges | Stade Jan Breydel, Bruges |

| 2e journée            | RSC Anderlecht | 1 – 2   | KRC Genk |                        |                        |
| Dimanche 6 avril 2025 | ( Leoni) Huerta 77e | (0 – 1) | 31e Kayembe (Adedeji-Sternberg ) · 83e El Ouahdi (Sor ) | Lotto Park, Anderlecht | Lotto Park, Anderlecht |
| Dimanche 6 avril 2025 | Dendoncker 12e · Ashimeru 83e | Rapport | 90e Sadick · 90+3e Sattlberger · | Lotto Park, Anderlecht | Lotto Park, Anderlecht |
| Dimanche 6 avril 2025 | Coosemans – Adryelson ( 75e Leoni), Simić ( 89e De Cat), Hey – Maamar, Dendoncker, Verschaeren ( 46e Ashimeru), Angulo ( 66e Edozie) – Hazard ( 66e Vázquez), Dolberg, Huerta | Équipes | Penders – Kayembe, Smets, Sadick, El Ouahdi – Adedeji-Sternberg ( 76e Hrošovský), Sattlberger ( 90+3e Bangoura), Karétsas ( 76e Sor), Heynen, Bonsu Baah ( 90+5e Nkuba) – Arokodare ( 76e Oh) | Lotto Park, Anderlecht | Lotto Park, Anderlecht |

| 3e journée           | Royale Union SG | 2 – 0   | RSC Anderlecht |                             |                             |
| Samedi 12 avril 2025 | ( Ait El Hadj) David 44e · ( Castro-Montes) Ait El Hadj 81e | (1 – 0) | | Stade Joseph Marien, Forest | Stade Joseph Marien, Forest |
| Samedi 12 avril 2025 | Niang 34e · Sadiki 37e · Castro-Montes 60e · Khalaili 2e | Rapport | 55e Simić · 63e Huerta · 81e Vázquez · 88e De Cat · | Stade Joseph Marien, Forest | Stade Joseph Marien, Forest |
| Samedi 12 avril 2025 | Moris – Leysen, Burgess, Mac Allister – Niang ( 46e Castro-Montes), Van de Perre ( 89e Giger), Sadiki, Khalaili ( 89e Sykes) – David ( 74e Vanhoutte), Ait El Hadj, Ivanović ( 64e Fuseini) | Équipes | Coosemans – Simić ( 66e De Cat), Hey, Adryelson ( 46e Augustinsson) – Maamar, Verschaeren ( 74e Vázquez), Dendoncker, Angulo – Hazard ( 46e Leoni), Dolberg ( 85e Ashimeru), Huerta | Stade Joseph Marien, Forest | Stade Joseph Marien, Forest |

| 4e journée             | RSC Anderlecht | 0 – 0   | Royal Antwerp FC |                        |                        |
| Dimanche 20 avril 2025 | | (0 – 0) | | Lotto Park, Anderlecht | Lotto Park, Anderlecht |
| Dimanche 20 avril 2025 | Simić 42e · Huerta 90e | Rapport | 27e Deman · 88e Lammens · | Lotto Park, Anderlecht | Lotto Park, Anderlecht |
| Dimanche 20 avril 2025 | Coosemans – Augustinsson ( 80e N'Diaye), Simić, Hey, Maamar – Edozie ( 69e Huerta), Dendoncker, Verschaeren ( 80e Ashimeru), Leoni ( 59e Hazard), Angulo – Dolberg ( 80e Vázquez) | Équipes | Lammens – Deman, Odoi, Van den Bosch, Bataille – Kerk ( 89e Bayo), Doumbia ( 86e Scott), Balikwisha, Praet ( 78e Verstraeten), Chery – Janssen | Lotto Park, Anderlecht | Lotto Park, Anderlecht |

| 5e journée             | RSC Anderlecht | 5 – 0   | KAA La Gantoise |                        |                        |
| Mercredi 23 avril 2025 | Dolberg 29e · Dolberg 36e (pen.) · ( Hey) Dendoncker 41e · ( N'Diaye) Dolberg 53e · ( Hazard) Dolberg 58e                                                                      | (3 – 0) | | Lotto Park, Anderlecht | Lotto Park, Anderlecht |
| Mercredi 23 avril 2025 | | Rapport | 20e Torunarigha · 81e Gandelman · | Lotto Park, Anderlecht | Lotto Park, Anderlecht |
| Mercredi 23 avril 2025 | Coosemans – Maamar, Simić, Hey, Edozie ( 64e Angulo) – Verschaeren ( 76e Rits), N'Diaye ( 63e Augustinsson), Dendoncker ( 82e De Cat) – Hazard, Dolberg ( 63e Vázquez), Huerta | Équipes | Vandenberghe – Torunarigha, Watanabe, Mitrović ( 82e Kotto) – Araújo ( 82e Sonko), Delorge, Lopes ( 61e Gandelman), Samoise – Omgba ( 61e De Vlieger), Guðjohnsen ( 73e Goore), Ito | Lotto Park, Anderlecht | Lotto Park, Anderlecht |

| 6e journée             | KAA La Gantoise | 0 – 1   | RSC Anderlecht |                       |                       |
| Dimanche 27 avril 2025 | | (0 – 0) | 75e Dendoncker (Maamar ) | Stade Artevelde, Gand | Stade Artevelde, Gand |
| Dimanche 27 avril 2025 | Samoise 20e, 61e · Lopes 28e · Araújo 85e | Rapport | 37e Simić · 68e Hazard · | Stade Artevelde, Gand | Stade Artevelde, Gand |
| Dimanche 27 avril 2025 | Vandenberghe – Torunarigha, Watanabe, Samoise – Brown, Delorge ( 77e Sonko), Lopes, Araújo ( 87e De Meyer) – Goore ( 59e Guðjohnsen), Vanzeir ( 77e Gandelman), Ito ( 87e Omgba) | Équipes | Coosemans – N'Diaye, Simić ( 80e Leoni), Hey, Maamar – Verschaeren, Dendoncker, Huerta ( 90e De Cat) – Hazard ( 80e Rits), Dolberg ( 90e Vázquez), Edozie ( 77e Angulo) | Stade Artevelde, Gand | Stade Artevelde, Gand |

##### Mai
| 7e journée         | Royal Antwerp FC | 1 – 3   | RSC Anderlecht |                       |                       |
| Jeudi 1er mai 2025 | ( Young) Balikwisha 87e | (0 – 0) | 54e Goto (Maamar ) · 68e De Cat (Leoni ) · 85e Edozie (Augustinsson ) | Bosuilstadion, Anvers | Bosuilstadion, Anvers |
| Jeudi 1er mai 2025 | Odoi 46e, 62e | Rapport | | Bosuilstadion, Anvers | Bosuilstadion, Anvers |
| Jeudi 1er mai 2025 | Lammens – Deman, Van den Bosch, Odoi, Renders ( 62e Scott) – Balikwisha, Doumbia, Chery ( 66e Corbanie), Praet ( 87e Benítez), Kerk ( 87e Young) – Bayo ( 66e Riedewald) | Équipes | Coosemans – Augustinsson, Kana ( 46e Hey), Ashimeru ( 61e De Cat), Foket ( 46e Maamar) – Goto ( 61e Edozie), Dendoncker ( 75e Vertonghen), Rits, Leoni – Vázquez, Angulo | Bosuilstadion, Anvers | Bosuilstadion, Anvers |

| 8e journée         | RSC Anderlecht | 0 – 1   | Royale Union SG |                        |                        |
| Samedi 10 mai 2025 | | (0 – 1) | 26e Fuseini (Ivanović ) | Lotto Park, Anderlecht | Lotto Park, Anderlecht |
| Samedi 10 mai 2025 | N'Diaye 56e · Degreef 81e | Rapport | 32e Burgess · 36e Mac Allister · 48e Sadiki · 54e Pocognoli · 90+2e Sykes · | Lotto Park, Anderlecht | Lotto Park, Anderlecht |
| Samedi 10 mai 2025 | Coosemans – N'Diaye ( 71e Augustinsson), Simić, Hey, Maamar ( 71e Degreef) – Verschaeren ( 71e De Cat), Huerta ( 46e Stroeykens), Dendoncker – Hazard ( 87e Vázquez), Dolberg, Angulo | Équipes | Moris – Machida, Burgess, Mac Allister ( 77e Sykes) – Niang ( 42e Castro-Montes), Sadiki, Vanhoutte, Khalaili – Fuseini ( 78e David), Ait El Hadj ( 88e Rasmussen), Ivanović ( 88e Rodríguez) | Lotto Park, Anderlecht | Lotto Park, Anderlecht |

| 9e journée           | RSC Anderlecht | 1 – 3   | Club Bruges KV |                        |                        |
| Dimanche 18 mai 2025 | ( Hazard) Stroeykens 45+2e | (1 – 3) | 13e Vermant (Tzólis ) · 42e Vanaken (Vermant ) · 45e (pen.) Tzólis | Lotto Park, Anderlecht | Lotto Park, Anderlecht |
| Dimanche 18 mai 2025 | Coosemans 31e · Vertonghen 31e | Rapport | 30e Tzólis · 31e Vermant · 62e Siquet · 90+4e Skóraś · | Lotto Park, Anderlecht | Lotto Park, Anderlecht |
| Dimanche 18 mai 2025 | Coosemans – Hey ( 46e Augustinsson), Vertonghen ( 69e Maamar), Simić – Degreef ( 69e Huerta), Dendoncker, Stroeykens ( 80e Kanaté), Rits ( 46e Verschaeren), Angulo – Hazard, Dolberg | Équipes | Jackers – De Cuyper, Mechele, Ordóñez, Siquet ( 70e Seys) – Tzólis ( 46e Skóraś), Jashari, Vanaken, Onyedika ( 90+3e Nielsen), Vetlesen ( 77e Meijer) – Vermant ( 71e Nilsson) | Lotto Park, Anderlecht | Lotto Park, Anderlecht |

| 10e journée          | KRC Genk | 2 – 1   | RSC Anderlecht |                    |                    |
| Dimanche 25 mai 2025 | El Ouahdi 20e · ( Steuckers) El Ouahdi 50e | (1 – 1) | 18e Verschaeren (Stroeykens ) | Cegeka Arena, Genk | Cegeka Arena, Genk |
| Dimanche 25 mai 2025 | | Rapport | 33e Dendoncker · 90e Leoni · | Cegeka Arena, Genk | Cegeka Arena, Genk |
| Dimanche 25 mai 2025 | Penders – Kayembe, Smets, Sadick, El Ouahdi ( 76e Nkuba) – Bonsu Baah ( 76e Sor), Hrošovský, Karétsas ( 84e Kongolo), Sattlberger, Steuckers ( 68e Adedeji-Sternberg) – Arokodare ( 76e Oh) | Équipes | Coosemans – Augustinsson, Hey ( 68e Leoni), Simić, Maamar – Stroeykens ( 83e Ashimeru), Dendoncker, Verschaeren – Degreef ( 59e Hazard), Vázquez ( 68e Dolberg), Angulo ( 68e Kanaté) | Cegeka Arena, Genk | Cegeka Arena, Genk |

##### Classement des Champions Play-offs
Quatrième de la saison régulière (avec 15 victoires, 6 nuls et 9 défaites), le RSCA est qualifié dans le groupe se disputant le titre de champion de Belgique et démarre cette seconde phase avec 26 points (ses 51 points divisés par deux et arrondis à l'entier supérieur). Cela place les Mauves deux points derrière l'Union SG (3e), quatre points derrière le Club Bruges (2e) et à huit points du leader, le KRC Genk. Ils devancent le Royal Antwerp et le KAA La Gantoise de trois points.
Évolution du classement du RSC Anderlecht en play-offs
| Journée     | 1   | 2   | 3   | 4   | 5   | 6   | 7   | 8   | 9   | 10  | Journées leader |
| ----------- | --- | --- | --- | --- | --- | --- | --- | --- | --- | --- | --------------- |
| Rang        | 4   | 4   | 4   | 4   | 4   | 4   | 4   | 4   | 4   | 4   |                 |
| Résultat    | D   | D   | D   | N   | V   | V   | V   | D   | D   | D   | —               |
| Écart (pts) | -11 | -14 | -14 | -15 | -13 | -11 | -11 | -14 | -17 | -20 | —               |
| Écart (pts) | +3  | +3  | +0  | +1  | +4  | +5  | +8  | +5  | +5  | +4  | —               |

### Ligue Europa
Troisième du championnat belge la saison dernière, Anderlecht est ainsi qualifié pour le tour de barrages de la C3, ce qui lui garantit soit une place en phase de ligue en cas de qualification, soit un repêchage pour la phase de groupes de la C4 en cas de défaite.

#### Barrages de qualification
En raison de l'implication de leur pays dans l'invasion de l'Ukraine par la Russie, les équipes biélorusses sont contraintes par l'UEFA de disputer leurs rencontres « à domicile » sur terrain neutre et à huis clos. Le Dinamo Minsk joue ainsi ses matchs des tours de qualification pour la C3 en Hongrie, à Mezőkövesd.
| Barrages de qualification Match aller | FK Dinamo Minsk | 0 – 1   | RSC Anderlecht |                                        |                                        |
| Jeudi 22 août 2024                    | | (0 – 1) | 9e Augustinsson (Rits ) | Mezőkövesdi Városi Stadion, Mezőkövesd | Mezőkövesdi Városi Stadion, Mezőkövesd |
| Jeudi 22 août 2024                    | Bakhar 42e · Begounov 46e · Zherdev 70e · Alfred 77e | Rapport | | Mezőkövesdi Városi Stadion, Mezőkövesd | Mezőkövesdi Városi Stadion, Mezőkövesd |
| Jeudi 22 août 2024                    | Lapoukhov – Raí, Gavrilovitch, Begounov, Pigas – Demchenko, Selyava, Amian ( 72e Shkolik) – Podstrelov ( 67e Zherdev), Alfred ( 83e Melnitchenko), Bakhar ( 72e Adeola) | Équipes | Coosemans – Augustinsson, Simić, Jørgensen, Foket ( 78e Sardella) – Stroeykens, Leoni ( 66e Ashimeru), Rits, Dreyer – Angulo ( 78e Verschaeren), Vázquez ( 66e Dolberg) | Mezőkövesdi Városi Stadion, Mezőkövesd | Mezőkövesdi Városi Stadion, Mezőkövesd |

| Barrages de qualification Match retour | RSC Anderlecht | 1 – 0   | FK Dinamo Minsk |                        |                        |
| Jeudi 29 août 2024                     | ( Simić) Amuzu 83e | (0 – 0) | | Lotto Park, Anderlecht | Lotto Park, Anderlecht |
| Jeudi 29 août 2024                     | Verschaeren 62e | Rapport | 48e Selyava · | Lotto Park, Anderlecht | Lotto Park, Anderlecht |
| Jeudi 29 août 2024                     | Coosemans – Augustinsson ( 90e N'Diaye), Jørgensen, Simić, Sardella – Stroeykens, Rits, Verschaeren ( 69e Leoni) – Dolberg ( 77e Vázquez), Dreyer ( 90e Degreef), Angulo ( 69e Amuzu) | Équipes | Lapoukhov – Raí, Gavrilovitch, Begounov, Pigas – Demchenko ( 90e Khvaschinski), Selyava, Amian ( 71e Shkolik) – Podstrelov ( 46e Zherdev), Alfred ( 46e Melnitchenko), Bakhar ( 69e Sedko) | Lotto Park, Anderlecht | Lotto Park, Anderlecht |

#### Phase de championnat
Le tirage au sort a lieu le 30 août 2024. Les trente-six équipes participantes sont réparties dans quatre chapeaux de neuf équipes sur la base de leur coefficient UEFA en 2024. Chaque équipe affronte sur un seul match deux équipes de chaque chapeau (y compris son propre chapeau), soit au total huit adversaires différents (quatre matches à domicile et quatre matches à l'extérieur).

##### Rencontres de la phase de championnat
| 1re journée       | RSC Anderlecht | 2 – 1   | Ferencváros TC |                        |                        |
| 25 septembre 2024 | ( Stroeykens) Verschaeren 60e · Dolberg 66e (pen.) | (0 – 0) | 86e Traoré | Lotto Park, Anderlecht | Lotto Park, Anderlecht |
| 25 septembre 2024 | Dolberg 42e · Angulo 78e, 81e · Ashimeru 90+5e | Rapport | 19e Cissé · 32e Zachariassen · 73e Botka · 90e Friar · 90+4e Ćivić · 90+5e B. Varga ·                                                                                             | Lotto Park, Anderlecht | Lotto Park, Anderlecht |
| 25 septembre 2024 | Coosemans – N'Diaye ( 79e Foket), Simić, Jørgensen, Sardella – Edozie ( 69e Ashimeru), Stroeykens ( 69e Leoni), Dendoncker, Verschaeren – Dolberg ( 69e Vázquez), Amuzu ( 40e Angulo) | Équipes | Dibusz – Ramírez ( 76e Ćivić), Szalai, Cissé, Botka ( 76e Gartenmann) – Rommens, Zachariassen ( 71e Ben Romdhane), Abu Fani ( 71e Maïga) – Kady ( 71e Saldanha), B. Varga, Traoré | Lotto Park, Anderlecht | Lotto Park, Anderlecht |

| 2e journée     | Real Sociedad | 1 – 2   | RSC Anderlecht |                                                      |                                                      |
| 3 octobre 2024 | ( Umar) Marín 5e | (1 – 2) | 28e Vázquez (Dreyer ) · 39e Leoni | Stade d'Anoeta, Saint-Sébastien Spectateurs : 30 985 | Stade d'Anoeta, Saint-Sébastien Spectateurs : 30 985 |
| 3 octobre 2024 | Óskarsson 52e | Rapport | 45+1e Rits · 61e Foket · | Stade d'Anoeta, Saint-Sébastien Spectateurs : 30 985 | Stade d'Anoeta, Saint-Sébastien Spectateurs : 30 985 |
| 3 octobre 2024 | Remiro – Muñoz, Martín, Elustondo, Pacheco ( 46e Aguerd), Odriozola ( 46e Barrenetxea) – Marín ( 67e Gómez), Turrientes, Méndez – Óskarsson ( 74e Oyarzabal), Umar ( 46e Kubo) | Équipes | Coosemans – N'Diaye ( 74e Augustinsson), Simić, Jørgensen, Foket ( 63e Sardella) – Dreyer ( 74e Dolberg), Stroeykens ( 88e Ashimeru), Rits, Leoni, Degreef ( 63e Verschaeren) – Vázquez | Stade d'Anoeta, Saint-Sébastien Spectateurs : 30 985 | Stade d'Anoeta, Saint-Sébastien Spectateurs : 30 985 |

| 3e journée            | RSC Anderlecht | 2 – 0   | PFK Ludogorets Razgrad |                        |                        |
| 24 octobre 2024 21h00 | ( Simić) Edozie 67e · ( Dolberg) Dreyer 90+4e | (0 – 0) | | Lotto Park, Anderlecht | Lotto Park, Anderlecht |
| 24 octobre 2024 21h00 | Foket 80e · Sardella 89e | Rapport | 30e Vidal · 41e Verdon · 45+3e Chochev · 45+4e Naressi · 45+5e Rick · 45+6e Jovicevic · 64e Bonmann · 90+7e Padt ·                          | Lotto Park, Anderlecht | Lotto Park, Anderlecht |
| 24 octobre 2024 21h00 | Coosemans – Augustinsson ( 75e N'Diaye), Dendoncker, Simić, Foket ( 83e Sardella) – Dreyer, Ashimeru ( 59e Dolberg), Stroeykens ( 59e Verschaeren), Rits, Degreef ( 46e Edozie) – Vázquez | Équipes | Bonmann – Son ( 87e Gropper), Almeida, Verdon, Witry – Duarte ( 75e Marcus), Chochev ( 87e Camara), Naressi – Rick, Duah ( 75e Seco), Vidal | Lotto Park, Anderlecht | Lotto Park, Anderlecht |

| 4e journée            | FK Riga FS | 1 – 1   | RSC Anderlecht |                                          |                                          |
| 7 novembre 2024 21h00 | N'Diaye 90+6e (csc) | (0 – 0) | 85e Stroeykens (Dreyer ) | Skonto Stadion, Riga Spectateurs : 4 820 | Skonto Stadion, Riga Spectateurs : 4 820 |
| 7 novembre 2024 21h00 | Ikaunieks 23e | Rapport | 67e Simić · 72e Coosemans · | Skonto Stadion, Riga Spectateurs : 4 820 | Skonto Stadion, Riga Spectateurs : 4 820 |
| 7 novembre 2024 21h00 | Ondoa – Balodis ( 90e Silagadze), Prenga, Njie ( 59e Stuglis) – Odisharia, Zelenkovs, Panić, Markhiyev, Savaļnieks ( 90e Osuagwu) – Kouadio ( 59e Ndjiki), Ikaunieks | Équipes | Coosemans – N'Diaye, Simić, Rits, Jørgensen, Sardella ( 79e Foket) – Dreyer ( 90+1e Verschaeren), Leoni, Degreef ( 62e Stroeykens) – Dolberg ( 62e Vázquez), Amuzu ( 62e Edozie) | Skonto Stadion, Riga Spectateurs : 4 820 | Skonto Stadion, Riga Spectateurs : 4 820 |

| 5e journée             | RSC Anderlecht | 2 – 2   | FC Porto |                        |                        |
| 28 novembre 2024 18h45 | ( Rits) Degreef 52e · ( N'Diaye) Amuzu 86e | (0 – 1) | 24e (pen.) Galeno · 83e Vieira (González )                                                                                              | Lotto Park, Anderlecht | Lotto Park, Anderlecht |
| 28 novembre 2024 18h45 | N'Diaye 28e | Rapport | 34e Mário · 44e González · | Lotto Park, Anderlecht | Lotto Park, Anderlecht |
| 28 novembre 2024 18h45 | Coosemans – N'Diaye, Simić, Rits, Jørgensen, Foket ( 84e Engwanda) – Dendoncker ( 84e Verschaeren), Stroeykens, Rits – Degreef ( 73e Dreyer), Dolberg ( 72e Vázquez), Edozie ( 60e Amuzu) | Équipes | Costa – Moura, Otávio, Pérez, Mário ( 46e Fernandes) – Varela, Eustáquio ( 82e Vieira), González – Galeno, Aghehowa, Pepê ( 75e Borges) | Lotto Park, Anderlecht | Lotto Park, Anderlecht |

| 6e journée       | SK Slavia Prague | 1 – 2   | RSC Anderlecht |                       |                       |
| 12 décembre 2024 | ( Provod) Chorý 58e | (0 – 2) | 19e Angulo · 31e Verschaeren (Vázquez ) | Fortuna Arena, Prague | Fortuna Arena, Prague |
| 12 décembre 2024 | Douděra 54e · Lingr 89e | Rapport | 53e Leoni · 77e Simić · 90+2e Dolberg · | Fortuna Arena, Prague | Fortuna Arena, Prague |
| 12 décembre 2024 | Kinský – Bořil ( 78e Lingr), Ogbu, Holeš ( 88e Fila) – Diouf, Zafíris, Dorley, Douděra ( 63e Jurásek) – Provod, Chorý, Schranz ( 63e Chytil) | Équipes | Coosemans – Augustinsson, Simić, Jørgensen, Foket ( 87e N'Diaye) – Leoni, Rits, Dendoncker, Verschaeren ( 46e Dreyer) – Angulo ( 67e Amuzu), Vázquez ( 73e Dolberg) | Fortuna Arena, Prague | Fortuna Arena, Prague |

| 7e journée      | FC Viktoria Plzeň | 2 – 0   | RSC Anderlecht |                      |                      |
| 23 janvier 2025 | ( Vydra) Červ 3e · ( Vydra) Adu 45e                                                                                         | (2 – 0) | | Doosan Arena, Pilsen | Doosan Arena, Pilsen |
| 23 janvier 2025 | Rapport |         | | Doosan Arena, Pilsen | Doosan Arena, Pilsen |
| 23 janvier 2025 | Jedlička – Jemelka, Marković, Dweh – Havel ( 83e Kopic), Kalvach, Červ, Cadu – Šulc, Adu ( 83e Sojka), Vydra ( 76e Vašulín) | Équipes | Coosemans – Maamar ( 46e Verschaeren), Augustinsson ( 80e N'Diaye), Simić, Foket ( 61e Sardella) – Rits, Dendoncker, Leoni – Degreef ( 61e Hazard), Vázquez, Angulo ( 61e Amuzu) | Doosan Arena, Pilsen | Doosan Arena, Pilsen |

| 8e journée      | RSC Anderlecht | 3 – 4   | TSG 1899 Hoffenheim |                                             |                                             |
| 30 janvier 2025 | ( Sardella) Vázquez 18e · Goto 79e · ( Leoni) Augustinsson 88e | (1 – 1) | 41e (csc) Sardella · 54e Bischof (Geiger ) · 59e Mokwa · 65e Hložek (Jurásek )                                                                                | Lotto Park, Anderlecht Spectateurs : 17 839 | Lotto Park, Anderlecht Spectateurs : 17 839 |
| 30 janvier 2025 | | Rapport | 23e Akpoguma · 39e Geiger · 57e Bischof · 81e Erlein · 83e Bülter ·                                                                                           | Lotto Park, Anderlecht Spectateurs : 17 839 | Lotto Park, Anderlecht Spectateurs : 17 839 |
| 30 janvier 2025 | Kikkenborg – Augustinsson, Simić, Dendoncker, Sardella ( 70e Maamar) – Degreef, Rits, Verschaeren ( 70e Leoni) – Hazard ( 57e Stroeykens), Vázquez ( 77e Goto), Amuzu ( 70e Angulo) | Équipes | Philipp – Akpoguma, Hranáč, Chaves – Jurásek, Becker, Geiger ( 77e Erlein), Bischof ( 77e Micheler), Mokwa ( 90+1e Behrens) – Moerstedt, Hložek ( 70e Bülter) | Lotto Park, Anderlecht Spectateurs : 17 839 | Lotto Park, Anderlecht Spectateurs : 17 839 |

##### Classement de la phase de championnat
Évolution du classement du RSC Anderlecht en fonction des résultats
| Journée     | 1  | 2  | 3  | 4  | 5  | 6  | 7  | 8  | Journées huitièmes | Journées barrages |
| ----------- | -- | -- | -- | -- | -- | -- | -- | -- | ------------------ | ----------------- |
| Rang        | 11 | 5  | 3  | 5  | 5  | 3  | 7  | 10 | 6                  | 2                 |
| Résultat    | V  | V  | V  | N  | N  | V  | D  | D  | —                  | —                 |
| Écart (pts) | -0 | +2 | +2 | +3 | +1 | +3 | +1 | -0 | —                  | —                 |
| Écart (pts) | +3 | +5 | +6 | +6 | +6 | +7 | +6 | +4 | —                  | —                 |

#### Phase finale
Le tirage au sort des barrages a lieu le 31 janvier 2025 au siège de l'UEFA, à Nyon. Les équipes classées aux places 9 à 24 de la phase de ligue sont réparties en chapeau, deux par deux. De par son classement, Anderlecht est en binôme avec le FK Bodø/Glimt et est assuré d'affronter soit le FC Twente, soit Fenerbahçe. Ces équipes sont apairées en huitièmes de finale avec les Glasgow Rangers et l'Olympiakós.
| Barrages Match aller  | Fenerbahçe SK | 3 – 0   | RSC Anderlecht |                                 |                                 |
| 13 février 2025 18h45 | ( Akçiçek) Tadić 11e · Džeko 42e · ( Szymański) En-Nesyri 57e | (2 – 0) | | Stade Şükrü Saracoğlu, Istanbul | Stade Şükrü Saracoğlu, Istanbul |
| 13 février 2025 18h45 | Osayi-Samuel 29e · Amrabat 45e | Rapport | 8e Huerta · | Stade Şükrü Saracoğlu, Istanbul | Stade Şükrü Saracoğlu, Istanbul |
| 13 février 2025 18h45 | Eğribayat – Kostić, Akçiçek, Škriniar, Osayi-Samuel ( 46e Müldür) – Tadić ( 86e Yandaş), Amrabat, Fred, Szymański – Džeko ( 75e Talisca), En-Nesyri ( 90e Tosun) | Équipes | Coosemans – Augustinsson, Adryelson, Hey, Sardella – Leoni, Dendoncker, Degreef ( 86e Angulo) – Stroeykens ( 63e Hazard), Vázquez ( 63e Dolberg), Huerta ( 73e Edozie) | Stade Şükrü Saracoğlu, Istanbul | Stade Şükrü Saracoğlu, Istanbul |

| Barrages Match retour | RSC Anderlecht | 2 – 2   | Fenerbahçe SK |                                             |                                             |
| 20 février 2025 21h00 | Vázquez 19e · ( Hazard) Vázquez 55e | (1 – 1) | 4e En-Nesyri (Džeko ) · 63e Akçiçek (Škriniar ) | Lotto Park, Anderlecht Spectateurs : 13 724 | Lotto Park, Anderlecht Spectateurs : 13 724 |
| 20 février 2025 21h00 | Leoni 36e | Rapport | 24e En-Nesyri · 45+1e Fred · 53e Osayi-Samuel · | Lotto Park, Anderlecht Spectateurs : 13 724 | Lotto Park, Anderlecht Spectateurs : 13 724 |
| 20 février 2025 21h00 | Coosemans – N'Diaye ( 82e Augustinsson), Hey ( 66e Vertonghen), Adryelson, Sardella – Maamar, Dendoncker, Leoni – Hazard ( 78e Goto), Vázquez ( 82e De Cat), Huerta ( 66e Angulo) | Équipes | Eğribayat – Kostić, Škriniar, Akçiçek, Osayi-Samuel ( 67e Müldür) – Szymański ( 84e Yandaş), Fred, Amrabat, Tadić ( 78e Kahveci) – En-Nesyri ( 67e Talisca), Džeko ( 84e Tosun) | Lotto Park, Anderlecht Spectateurs : 13 724 | Lotto Park, Anderlecht Spectateurs : 13 724 |

### Coupe de Belgique
| 7e tour         | RU Tubize-Braine (D1-Am) | 0 – 4   | RSC Anderlecht |                               |                               |
| 31 octobre 2024 | | (0 – 1) | 26e (pen.) Dreyer · 65e Dolbeg (Dreyer ) · 66e Dolbeg (Dreyer ) · 86e Dolbeg                                                                                                | Stade Edmond Leburton, Tubize | Stade Edmond Leburton, Tubize |
| 31 octobre 2024 | Résumé |         | | Stade Edmond Leburton, Tubize | Stade Edmond Leburton, Tubize |
| 31 octobre 2024 | De Bolle – Crame ( 77e Salazaku), Delhaye, Denayer ( 70e Toutou), Essikal – Garlito ( 86e Kuchinska), Hendrickx, Lauwrensens ( 70e Prso), Migliore – Sala ( 69e Hazard), Can Tepe | Équipes | Kikkenborg – Foket, Simić ( 70e Lapage), Jørgensen, N'Diaye ( 59e Sardella) – Leoni, Degreef, Verschaeren – Dreyer ( 70e Rits), Amuzu ( 46e Edozie), Vázquez ( 59e Dolberg) | Stade Edmond Leburton, Tubize | Stade Edmond Leburton, Tubize |

| 1/8 de finale   | RSC Anderlecht | 4 – 1   | KVC Westerlo (I) |                        |                        |
| 5 décembre 2024 | ( Dolberg) Jørgensen 12e · ( Rits) Dolberg 33e · N'Diaye 44e · ( Foket) Dolberg 57e | (3 – 1) | 9e Van den Keybus (Otakaya ) | Lotto Park, Anderlecht | Lotto Park, Anderlecht |
| 5 décembre 2024 | Degreef 36e · Jørgensen 61e | Rapport | 45+3e Van den Keybus · | Lotto Park, Anderlecht | Lotto Park, Anderlecht |
| 5 décembre 2024 | Coosemans – Foket, Simić, Jørgensen, N'Diaye ( 62e Augustinsson) – Dendoncker, Rits ( 75e Leoni), Stroeykens ( 62e Amuzu) – Dreyer, Degreef ( 40e Verschaeren), Dolberg ( 75e Vázquez) | Équipes | Van Langendonck – Bos, Rommens, Seigers, Ortakaya – Haspolat, Piedfort ( 64e Alcócer), Van den Keybus ( 85e Youlley) – Gümüşkaya ( 64e Devine), Mebude ( 46e Sayyadmanesh), Frigan ( 64e Yow) | Lotto Park, Anderlecht | Lotto Park, Anderlecht |

| 1/4 de finale  | K Beerschot VA (I) | 0 – 1   | RSC Anderlecht |                                  |                                  |
| 9 janvier 2025 | | (0 – 1) | 3e Simić | Stade olympique d'Anvers, Anvers | Stade olympique d'Anvers, Anvers |
| 9 janvier 2025 | Konstantópoulos 20e · Mbe Soh 45+1e · Verlinden 86e · Plat 90+6e                                                                            | Rapport | 22e Rits · 85e Amuzu · | Stade olympique d'Anvers, Anvers | Stade olympique d'Anvers, Anvers |
| 9 janvier 2025 | Shinton – Dagba, Konstantópoulos ( 46e Kosiah), Matthys, Mbe Soh ( 74e Fayed) – Plat, Verlinden, Al-Ghamdi, Henderson – Colassin, Al-Sahafi | Équipes | Coosemans – Augustinsson ( 46e Foket), Dendoncker, Simić, Sardella ( 71e Lapage) – Edozie, Leoni, Degreef ( 70e Hazard) – Rits, Dreyer ( 70e Amuzu), Vázquez ( 84e Dolberg) | Stade olympique d'Anvers, Anvers | Stade olympique d'Anvers, Anvers |

| 1/2 finale aller | RSC Anderlecht | 1 – 0   | Royal Antwerp FC (I) |                        |                        |
| 16 janvier 2025  | ( Edozie) Degreef | (1 – 0) | | Lotto Park, Anderlecht | Lotto Park, Anderlecht |
| 16 janvier 2025  | Adryelson 5e · Simić 5e | Rapport | 5e Janssen · 40e Doumbia · 71e Deman · 75e Odoi · | Lotto Park, Anderlecht | Lotto Park, Anderlecht |
| 16 janvier 2025  | Coosemans – Sardella, Adryelson ( 63e N'Diaye), Simić, Maamar – Dendoncker, Rits, Verschaeren ( 87e Leoni) – Degreef, Edozie ( 50e Hazard), Vázquez ( 86e Goto) | Équipes | Lammens – Corbanie ( 46e Renders), Riedewald, Deman, Odoi – Kerk, Chery ( 64e Ondrejka), Janssen – Doumbia ( 46e Praet 90+4e Verstraeten), Alderweireld, Van Den Bosch | Lotto Park, Anderlecht | Lotto Park, Anderlecht |

| 1/2 finale retour | Royal Antwerp FC (I)                                                                                               | 2 – 2   | RSC Anderlecht |                       |                       |
| 6 février 2025    | ( Chery) Odoi 27e · ( Janssen) Kerk 86e                                                                            | (1 – 1) | 33e Verschaeren · 90+2e Dendoncker (Huerta ) | Bosuilstadion, Anvers | Bosuilstadion, Anvers |
| 6 février 2025    | Odoi 21e, 38e · Deman 31e · Doumbia 55e · Janssen 84e                                                              | Rapport | 31e Sardella · 38e Leoni · 88e Hazard · | Bosuilstadion, Anvers | Bosuilstadion, Anvers |
| 6 février 2025    | Lammens – Deman, Van Den Bosch, Alderweireld, Odoi – Kerk, Doumbia, Janssen, Benítez, Chery – Bayo 65e Balikwisha) | Équipes | Coosemans – Simić, Hey, Adryelson – Augustinsson ( 89e N'Diaye), Verschaeren ( 76e Huerta), Rits, Sardella – Hazard ( 89e Angulo), Vázquez ( 88e Dolberg), Stroeykens ( 81e Dendoncker) | Bosuilstadion, Anvers | Bosuilstadion, Anvers |

| Finale           | Club Bruges KV (I) | 2 – 1   | RSC Anderlecht |                               |                               |
| 4 mai 2025 18h00 | ( Siquet) Vermant 40e · ( Tzólis) Vermant 61e | (1 – 0) | 90+1e Vázquez (Edozie ) | Stade Roi Baudouin, Bruxelles | Stade Roi Baudouin, Bruxelles |
| 4 mai 2025 18h00 | Onyedika 22e · Vermant 67e · Jutglà 82e | Rapport | | Stade Roi Baudouin, Bruxelles | Stade Roi Baudouin, Bruxelles |
| 4 mai 2025 18h00 | Jackers – De Cuyper, Mechele, Ordóñez, Siquet ( 80e Meijer) – Jutglà ( 86e Nielsen), Jashari, Vanaken ( 74e Nilsson), Onyedika ( 74e Vetlesen), Tzólis – Vermant ( 74e Talbi) | Équipes | Coosemans – N'Diaye ( 67e Vertonghen), Simić, Hey, Maamar ( 68e Stroeykens), Huerta ( 67e Angulo) – Edozie, Verschaeren ( 83e Vázquez), Dendoncker, Hazard – Dolberg | Stade Roi Baudouin, Bruxelles | Stade Roi Baudouin, Bruxelles |

## Statistiques

### Bilan de l'équipe
| Compétition                           | Débute                    | Termine                     | Matches joués | Gagnés | Nuls | Perdus | Buts pour | Buts contre | Différence |
| ------------------------------------- | ------------------------- | --------------------------- | ------------- | ------ | ---- | ------ | --------- | ----------- | ---------- |
| Jupiler Pro League (saison régulière) | -                         | Quatrième                   | 30            | 15     | 6    | 9      | 50        | 27          | +23        |
| JPL Champions play-offs               | Quatrième                 | Quatrième                   | 10            | 3      | 1    | 6      | 12        | 13          | -1         |
| Ligue Europa                          | Barrages de qualification | Barrages de la phase finale | 12            | 6      | 3    | 3      | 18        | 17          | +1         |
| Coupe de Belgique                     | Seizièmes de finale       | Finale                      | 6             | 4      | 1    | 1      | 13        | 5           | +8         |
| Total                                 | Total                     | Total                       | 57            | 28     | 11   | 18     | 93        | 62          | +31        |

### Résumé des matchs officiels de la saison
| Compétition | J./Tour    | Date               | Domicile           | Rés. | Extérieur              | Cl. | Buteur(s) pour Anderlecht                                                   |
| ----------- | ---------- | ------------------ | ------------------ | ---- | ---------------------- | --- | --------------------------------------------------------------------------- |
| Pro League  | 1          | 27 juillet 2024    | RSC Anderlecht     | 1-0  | Saint-Trond VV         | 2e  | Stroeykens (90e+1)                                                          |
| Pro League  | 2          | 4 août 2024        | Royal Antwerp FC   | 1-2  | RSC Anderlecht         | 2e  | Lammens (24e csc), Ashimeru (79e)                                           |
| Pro League  | 3          | 10 août 2024       | RSC Anderlecht     | 1-1  | OH Louvain             | 3e  | Dolberg (35e)                                                               |
| Pro League  | 4          | 17 août 2024       | KV Mechelen        | 1-3  | RSC Anderlecht         | 1er | Augustinsson (41e), Amuzu (45e+4), Leoni (89e)                              |
| C3          | Barr. Q. A | 22 août 2024       | FK Dinamo Minsk    | 0-1  | RSC Anderlecht         | -   | Augustinsson (9e)                                                           |
| C3          | Barr. Q. R | 29 août 2024       | RSC Anderlecht     | 1-0  | FK Dinamo Minsk        | -   | Amuzu (83e)                                                                 |
| Pro League  | 6          | 1er septembre 2024 | Royale Union SG    | 0-0  | RSC Anderlecht         | 1er | -                                                                           |
| Pro League  | 7          | 14 septembre 2024  | RSC Anderlecht     | 2-2  | KVC Westerlo           | 4e  | Vázquez (8e), Stroeykens (83e)                                              |
| Pro League  | 5          | 17 septembre 2024  | RSC Anderlecht     | 0-2  | KRC Genk               | 4e  | -                                                                           |
| Pro League  | 8          | 21 septembre 2024  | RSC Anderlecht     | 0-0  | Sporting Charleroi     | 6e  | -                                                                           |
| C3          | 1          | 25 septembre 2024  | RSC Anderlecht     | 2-1  | Ferencváros TC         | 11e | Verschaeren (60e), Dolberg (66e sp)                                         |
| Pro League  | 9          | 28 septembre 2024  | FCV Dender EH      | 1-1  | RSC Anderlecht         | 7e  | Edozie (27e)                                                                |
| C3          | 2          | 3 octobre 2024     | Real Sociedad      | 1-2  | RSC Anderlecht         | 5e  | Vázquez (28e), Leoni (39e)                                                  |
| Pro League  | 10         | 6 octobre 2024     | RSC Anderlecht     | 3-0  | Standard de Liège      | 4e  | Simić (8e), Dolberg (29e), Dreyer (90e+1)                                   |
| Pro League  | 11         | 18 octobre 2024    | K Beerschot VA     | 2-1  | RSC Anderlecht         | 6e  | Dolberg (49e sp)                                                            |
| C3          | 3          | 24 octobre 2024    | RSC Anderlecht     | 2-0  | PFK Ludogorets Razgrad | 3e  | Edozie (67e), Dreyer (90e+4)                                                |
| Pro League  | 12         | 27 octobre 2024    | Club Bruges KV     | 2-1  | RSC Anderlecht         | 6e  | Simić (87e)                                                                 |
| Croky Cup   | T7         | 31 octobre 2024    | RU Tubize-Braine   | 0-4  | RSC Anderlecht         | -   | Dreyer (26e sp), Dolberg (65e, 66e, 86e)                                    |
| Pro League  | 13         | 3 novembre 2024    | RSC Anderlecht     | 4-0  | KV Courtrai            | 5e  | Dolberg (36e sp, 76e), Kadri (49e csc), Stroeykens (56e)                    |
| C3          | 4          | 7 novembre 2024    | FK Riga FS         | 1-1  | RSC Anderlecht         | 5e  | Stroeykens (85e)                                                            |
| Pro League  | 14         | 10 novembre 2024   | Cercle Bruges KSV  | 0-5  | RSC Anderlecht         | 4e  | Dolberg (17e, 61e sp, 74e), Leoni (71e), Vázquez (89e)                      |
| Pro League  | 15         | 24 novembre 2024   | RSC Anderlecht     | 6-0  | KAA La Gantoise        | 4e  | Rits (22e), Edozie (37e), Dolberg (45e, 76e), Araújo (84e csc), Amuzu (87e) |
| C3          | 5          | 28 novembre 2024   | RSC Anderlecht     | 2-2  | FC Porto               | 5e  | Degreef (52e), Amuzu (86e)                                                  |
| Pro League  | 16         | 1er décembre 2024  | OH Louvain         | 0-0  | RSC Anderlecht         | 4e  | -                                                                           |
| Croky Cup   | 1/8        | 5 décembre 2024    | RSC Anderlecht     | 4-1  | KVC Westerlo           | -   | Jørgensen (12e), Dolberg (33e, 57e), N'Diaye (44e)                          |
| Pro League  | 17         | 8 décembre 2024    | RSC Anderlecht     | 2-1  | K Beerschot VA         | 3e  | Verschaeren (45e+6), Dreyer (90e+2)                                         |
| C3          | 6          | 12 décembre 2024   | SK Slavia Prague   | 1-2  | RSC Anderlecht         | 3e  | Angulo (19e), Verschaeren (31e)                                             |
| Pro League  | 18         | 15 décembre 2024   | Saint-Trond VV     | 0-2  | RSC Anderlecht         | 3e  | Dolberg (26e, 61e sp)                                                       |
| Pro League  | 19         | 22 décembre 2024   | KRC Genk           | 2-0  | RSC Anderlecht         | 3e  | -                                                                           |
| Pro League  | 20         | 27 décembre 2024   | RSC Anderlecht     | 2-3  | FCV Dender EH          | 3e  | Verschaeren (20e), Dreyer (29e)                                             |
| Croky Cup   | 1/4        | 9 janvier 2025     | K Beerschot VA     | 0-1  | RSC Anderlecht         | -   | Simić (3e)                                                                  |
| Pro League  | 21         | 12 janvier 2025    | RSC Anderlecht     | 0-3  | Club Bruges KV         | 5e  | -                                                                           |
| Croky Cup   | 1/2 A      | 16 janvier 2025    | RSC Anderlecht     | 1-0  | Royal Antwerp FC       | -   | Degreef (31e)                                                               |
| Pro League  | 22         | 19 janvier 2025    | KV Courtrai        | 0-2  | RSC Anderlecht         | 4e  | Hazard (61e), Huerta (90e+2)                                                |
| C3          | 7          | 23 janvier 2025    | FC Viktoria Plzeň  | 2-0  | RSC Anderlecht         | 7e  | -                                                                           |
| Pro League  | 23         | 26 janvier 2025    | RSC Anderlecht     | 4-1  | KV Mechelen            | 4e  | Goto (23e), Simić (40e), Verschaeren (66e), Touba (81e csc)                 |
| C3          | 8          | 30 janvier 2025    | RSC Anderlecht     | 3-4  | TSG 1899 Hoffenheim    | 10e | Vázquez (18e), Goto (79e), Augustinsson (88e)                               |
| Pro League  | 24         | 2 février 2025     | KAA La Gantoise    | 1-0  | RSC Anderlecht         | 5e  | -                                                                           |
| Croky Cup   | 1/2 R      | 6 février 2025     | Royal Antwerp FC   | 2-2  | RSC Anderlecht         | -   | Verschaeren (33e), Dendoncker (90e+2)                                       |
| Pro League  | 25         | 9 février 2025     | RSC Anderlecht     | 2-0  | Royal Antwerp FC       | 4e  | Dolberg (57e, 63e)                                                          |
| C3          | Barr. A    | 13 février 2025    | Fenerbahçe SK      | 3-0  | RSC Anderlecht         | -   | -                                                                           |
| Pro League  | 26         | 16 février 2025    | Sporting Charleroi | 0-1  | RSC Anderlecht         | 4e  | Vázquez (61e)                                                               |
| C3          | Barr. R    | 20 février 2025    | RSC Anderlecht     | 2-2  | Fenerbahçe SK          | -   | Vázquez (19e, 55e)                                                          |
| Pro League  | 27         | 23 février 2025    | RSC Anderlecht     | 0-2  | Royale Union SG        | 4e  | -                                                                           |
| Pro League  | 28         | 2 mars 2025        | Standard de Liège  | 0-2  | RSC Anderlecht         | 4e  | Hazard (62e), Angulo (87e)                                                  |
| Pro League  | 29         | 9 mars 2025        | KVC Westerlo       | 2-0  | RSC Anderlecht         | 4e  | -                                                                           |
| Pro League  | 30         | 16 mars 2025       | RSC Anderlecht     | 3-0  | Cercle Bruges KSV      | 4e  | Vázquez (5e), Adryelson (86e), Huerta (90e+5)                               |
| JPL PO1     | 1          | 30 mars 2025       | Club Bruges KV     | 2-0  | RSC Anderlecht         | 4e  | -                                                                           |
| JPL PO1     | 2          | 6 avril 2025       | RSC Anderlecht     | 1-2  | KRC Genk               | 4e  | Huerta (77e)                                                                |
| JPL PO1     | 3          | 12 avril 2025      | Royale Union SG    | 2-0  | RSC Anderlecht         | 4e  | -                                                                           |
| JPL PO1     | 4          | 20 avril 2025      | RSC Anderlecht     | 0-0  | Royal Antwerp FC       | 4e  | -                                                                           |
| JPL PO1     | 5          | 23 avril 2025      | RSC Anderlecht     | 5-0  | KAA La Gantoise        | 4e  | Dolberg (29e, 36e sp, 53e, 58e), Dendoncker (41e)                           |
| JPL PO1     | 6          | 27 avril 2025      | KAA La Gantoise    | 0-1  | RSC Anderlecht         | 4e  | Dendoncker (75e)                                                            |
| JPL PO1     | 7          | 1er mai 2025       | Royal Antwerp FC   | 1-3  | RSC Anderlecht         | 4e  | Goto (54e), De Cat (68e), Edozie (85e)                                      |
| Croky Cup   | Finale     | 4 mai 2025         | Club Bruges KV     | 2-1  | RSC Anderlecht         | -   | Vázquez (90e+1)                                                             |
| JPL PO1     | 8          | 10 mai 2025        | RSC Anderlecht     | 0-1  | Royale Union SG        | 4e  | -                                                                           |
| JPL PO1     | 9          | 18 mai 2025        | RSC Anderlecht     | 1-3  | Club Bruges KV         | 4e  | Stroeykens (45e+2)                                                          |
| JPL PO1     | 10         | 25 mai 2025        | KRC Genk           | 2-1  | RSC Anderlecht         | 4e  | Veschaeren (18e)                                                            |

### Statistiques individuelles
| N° | Nat | Nom          | Jupiler Pro League | Jupiler Pro League | Jupiler Pro League | Jupiler Pro League | Jupiler Pro League | JPL Champions play-offs | JPL Champions play-offs | JPL Champions play-offs | JPL Champions play-offs | JPL Champions play-offs | Ligue Europa | Ligue Europa | Ligue Europa   | Ligue Europa | Ligue Europa | Coupe de Belgique | Coupe de Belgique | Coupe de Belgique | Coupe de Belgique | Coupe de Belgique | Total   | Total       | Total          | Total  | Total        |
| N° | Nat | Nom          | MJ                 | But inscrit        | Passe décisive     | Averti             | Carton rouge       | MJ                      | But inscrit             | Passe décisive          | Averti                  | Carton rouge            | MJ           | But inscrit  | Passe décisive | Averti       | Carton rouge | MJ                | But inscrit       | Passe décisive    | Averti            | Carton rouge      | MJ      | But inscrit | Passe décisive | Averti | Carton rouge |
| -- | --- | ------------ | ------------------ | ------------------ | ------------------ | ------------------ | ------------------ | ----------------------- | ----------------------- | ----------------------- | ----------------------- | ----------------------- | ------------ | ------------ | -------------- | ------------ | ------------ | ----------------- | ----------------- | ----------------- | ----------------- | ----------------- | ------- | ----------- | -------------- | ------ | ------------ |
| 3  |     | Hey          | 8 (7)              | 0                  | 0                  | 2                  | 0                  | 10 (9)                  | 0                       | 1                       | 0                       | 0                       | 2 (2)        | 0            | 0              | 0            | 0            | 2 (2)             | 0                 | 0                 | 0                 | 0                 | 22 (20) | 0           | 1              | 2      | 0            |
| 4  |     | Simić        | 24 (22)            | 3                  | 0                  | 6                  | 0                  | 9 (9)                   | 0                       | 0                       | 3                       | 0                       | 10 (10)      | 0            | 2              | 2            | 0            | 6 (6)             | 1                 | 0                 | 1                 | 0                 | 49 (47) | 4           | 2              | 12     | 0            |
| 5  |     | N'Diaye      | 22 (20)            | 0                  | 0                  | 6                  | 1                  | 5 (4)                   | 0                       | 1                       | 1                       | 0                       | 9 (5)        | 0            | 1              | 1            | 0            | 5 (3)             | 1                 | 0                 | 0                 | 0                 | 41 (32) | 1           | 2              | 8      | 1            |
| 6  |     | Augustinsson | 16 (9)             | 1                  | 1                  | 1                  | 0                  | 8 (4)                   | 0                       | 1                       | 0                       | 0                       | 9 (7)        | 2            | 0              | 0            | 0            | 3 (2)             | 0                 | 0                 | 0                 | 0                 | 36 (22) | 3           | 2              | 1      | 0            |
| 7  |     | Amuzu        | 18 (7)             | 2                  | 2                  | 1                  | 0                  | 0 (0)                   | 0                       | 0                       | 0                       | 0                       | 7 (3)        | 2            | 0              | 0            | 0            | 3 (1)             | 0                 | 0                 | 1                 | 0                 | 28 (11) | 4           | 2              | 2      | 0            |
| 8  |     | Flips        | 1 (0)              | 0                  | 0                  | 0                  | 0                  | 0 (0)                   | 0                       | 0                       | 0                       | 0                       | 0 (0)        | 0            | 0              | 0            | 0            | 0 (0)             | 0                 | 0                 | 0                 | 0                 | 1 (0)   | 0           | 0              | 0      | 0            |
| 10 |     | Verschaeren  | 25 (17)            | 3                  | 4                  | 1                  | 0                  | 9 (7)                   | 1                       | 0                       | 0                       | 0                       | 10 (4)       | 2            | 0              | 1            | 0            | 5 (4)             | 1                 | 0                 | 0                 | 0                 | 49 (32) | 7           | 4              | 2      | 0            |
| 11 |     | Hazard       | 11 (7)             | 2                  | 1                  | 2                  | 0                  | 9 (7)                   | 0                       | 2                       | 2                       | 0                       | 4 (2)        | 0            | 1              | 0            | 0            | 4 (2)             | 0                 | 0                 | 1                 | 0                 | 28 (18) | 2           | 4              | 5      | 0            |
| 12 |     | Dolberg      | 22 (22)            | 14                 | 1                  | 0                  | 0                  | 9 (8)                   | 4                       | 0                       | 0                       | 0                       | 9 (4)        | 1            | 1              | 1            | 0            | 5 (2)             | 5                 | 1                 | 0                 | 0                 | 45 (36) | 24          | 3              | 1      | 0            |
| 13 |     | Jørgensen    | 17 (16)            | 0                  | 2                  | 4                  | 1                  | 0 (0)                   | 0                       | 0                       | 0                       | 0                       | 7 (7)        | 0            | 0              | 0            | 0            | 2 (2)             | 1                 | 0                 | 1                 | 0                 | 26 (25) | 1           | 2              | 5      | 1            |
| 14 |     | Vertonghen   | 4 (3)              | 0                  | 0                  | 1                  | 0                  | 2 (1)                   | 0                       | 0                       | 1                       | 0                       | 1 (0)        | 0            | 0              | 0            | 0            | 1 (0)             | 0                 | 0                 | 0                 | 0                 | 8 (4)   | 0           | 0              | 2      | 0            |
| 16 |     | Kikkenborg   | 2 (2)              | 0                  | 0                  | 0                  | 0                  | 0 (0)                   | 0                       | 0                       | 0                       | 0                       | 1 (1)        | 0            | 0              | 0            | 0            | 1 (1)             | 0                 | 0                 | 0                 | 0                 | 4 (4)   | 0           | 0              | 0      | 0            |
| 17 |     | Leoni        | 22 (16)            | 2                  | 0                  | 2                  | 0                  | 6 (2)                   | 0                       | 2                       | 1                       | 0                       | 10 (7)       | 1            | 1              | 2            | 0            | 4 (2)             | 0                 | 0                 | 1                 | 0                 | 42 (27) | 3           | 3              | 6      | 0            |
| 18 |     | Ashimeru     | 13 (3)             | 1                  | 1                  | 2                  | 0                  | 6 (2)                   | 0                       | 0                       | 2                       | 0                       | 4 (1)        | 0            | 0              | 1            | 0            | 0 (0)             | 0                 | 0                 | 0                 | 0                 | 23 (6)  | 1           | 1              | 5      | 0            |
| 19 |     | Angulo       | 19 (3)             | 1                  | 3                  | 1                  | 0                  | 10 (8)                  | 0                       | 0                       | 0                       | 0                       | 8 (4)        | 1            | 0              | 2            | 1            | 2 (0)             | 0                 | 0                 | 0                 | 0                 | 39 (15) | 2           | 3              | 3      | 1            |
| 20 |     | Vázquez      | 28 (6)             | 4                  | 1                  | 2                  | 0                  | 9 (2)                   | 0                       | 0                       | 1                       | 0                       | 12 (8)       | 4            | 1              | 0            | 0            | 6 (4)             | 1                 | 0                 | 0                 | 0                 | 55 (20) | 9           | 2              | 3      | 0            |
| 21 |     | Huerta       | 9 (6)              | 2                  | 2                  | 0                  | 0                  | 8 (5)                   | 1                       | 0                       | 2                       | 0                       | 2 (2)        | 0            | 0              | 1            | 0            | 2 (1)             | 0                 | 1                 | 0                 | 0                 | 21 (13) | 3           | 3              | 3      | 0            |
| 22 |     | Patris       | 1 (0)              | 0                  | 0                  | 0                  | 0                  | 0 (0)                   | 0                       | 0                       | 0                       | 0                       | 0 (0)        | 0            | 0              | 0            | 0            | 0 (0)             | 0                 | 0                 | 0                 | 0                 | 1 (0)   | 0           | 0              | 0      | 0            |
| 22 |     | Dao          | 2 (0)              | 0                  | 0                  | 0                  | 0                  | 0 (0)                   | 0                       | 0                       | 0                       | 0                       | 0 (0)        | 0            | 0              | 0            | 0            | 0 (0)             | 0                 | 0                 | 0                 | 0                 | 2 (0)   | 0           | 0              | 0      | 0            |
| 23 |     | Rits         | 25 (24)            | 1                  | 2                  | 2                  | 0                  | 4 (2)                   | 0                       | 0                       | 0                       | 0                       | 9 (9)        | 0            | 2              | 1            | 0            | 5 (4)             | 0                 | 1                 | 1                 | 0                 | 43 (39) | 1           | 5              | 4      | 0            |
| 25 |     | Foket        | 11 (5)             | 0                  | 2                  | 0                  | 0                  | 1 (1)                   | 0                       | 0                       | 0                       | 0                       | 8 (6)        | 0            | 0              | 2            | 0            | 3 (2)             | 0                 | 1                 | 0                 | 0                 | 23 (14) | 0           | 3              | 2      | 0            |
| 26 |     | Coosemans    | 28 (28)            | 0                  | 0                  | 0                  | 0                  | 10 (10)                 | 0                       | 0                       | 1                       | 0                       | 11 (11)      | 0            | 0              | 1            | 0            | 5 (5)             | 0                 | 0                 | 0                 | 0                 | 54 (54) | 0           | 0              | 2      | 0            |
| 27 |     | Edozie       | 17 (11)            | 2                  | 2                  | 1                  | 0                  | 6 (3)                   | 1                       | 0                       | 0                       | 0                       | 5 (2)        | 1            | 0              | 0            | 0            | 4 (3)             | 0                 | 2                 | 0                 | 0                 | 32 (19) | 4           | 4              | 1      | 0            |
| 29 |     | Stroeykens   | 23 (21)            | 3                  | 4                  | 1                  | 0                  | 4 (3)                   | 1                       | 1                       | 0                       | 0                       | 10 (8)       | 1            | 1              | 0            | 0            | 2 (1)             | 0                 | 0                 | 0                 | 0                 | 39 (33) | 5           | 6              | 1      | 0            |
| 32 |     | Dendoncker   | 20 (19)            | 0                  | 1                  | 2                  | 0                  | 10 (10)                 | 2                       | 0                       | 3                       | 0                       | 8 (8)        | 0            | 0              | 0            | 0            | 5 (4)             | 1                 | 0                 | 0                 | 0                 | 43 (41) | 3           | 1              | 5      | 0            |
| 34 |     | Adryelson    | 7 (6)              | 1                  | 0                  | 0                  | 0                  | 3 (2)                   | 0                       | 0                       | 0                       | 0                       | 2 (2)        | 0            | 0              | 0            | 0            | 2 (2)             | 0                 | 0                 | 1                 | 0                 | 14 (12) | 1           | 0              | 1      | 0            |
| 36 |     | Dreyer       | 18 (16)            | 3                  | 5                  | 0                  | 0                  | 0 (0)                   | 0                       | 0                       | 0                       | 0                       | 7 (5)        | 1            | 2              | 0            | 0            | 3 (3)             | 1                 | 2                 | 0                 | 0                 | 26 (22) | 5           | 9              | 0      | 0            |
| 42 |     | Goto         | 6 (2)              | 1                  | 0                  | 0                  | 0                  | 1 (1)                   | 1                       | 0                       | 0                       | 0                       | 2 (0)        | 1            | 0              | 0            | 0            | 1 (0)             | 0                 | 0                 | 0                 | 0                 | 10 (3)  | 3           | 0              | 0      | 0            |
| 54 |     | Sardella     | 24 (21)            | 0                  | 1                  | 6                  | 0                  | 0 (0)                   | 0                       | 0                       | 0                       | 0                       | 10 (6)       | 0            | 1              | 1            | 0            | 4 (3)             | 0                 | 0                 | 1                 | 0                 | 38 (30) | 0           | 2              | 8      | 0            |
| 55 |     | Kana         | 0 (0)              | 0                  | 0                  | 0                  | 0                  | 1 (1)                   | 0                       | 0                       | 0                       | 0                       | 0 (0)        | 0            | 0              | 0            | 0            | 0 (0)             | 0                 | 0                 | 0                 | 0                 | 1 (1)   | 0           | 0              | 0      | 0            |
| 61 |     | Arnstad      | 1 (0)              | 0                  | 0                  | 0                  | 0                  | 0 (0)                   | 0                       | 0                       | 0                       | 0                       | 0 (0)        | 0            | 0              | 0            | 0            | 0 (0)             | 0                 | 0                 | 0                 | 0                 | 1 (0)   | 0           | 0              | 0      | 0            |
| 71 |     | Engwanda     | 2 (1)              | 0                  | 0                  | 0                  | 0                  | 0 (0)                   | 0                       | 0                       | 0                       | 0                       | 1 (0)        | 0            | 0              | 0            | 0            | 0 (0)             | 0                 | 0                 | 0                 | 0                 | 3 (1)   | 0           | 0              | 0      | 0            |
| 73 |     | Lapage       | 2 (1)              | 0                  | 0                  | 0                  | 0                  | 0 (0)                   | 0                       | 0                       | 0                       | 0                       | 0 (0)        | 0            | 0              | 0            | 0            | 2 (0)             | 0                 | 0                 | 0                 | 0                 | 4 (1)   | 0           | 0              | 0      | 0            |
| 74 |     | De Cat       | 0 (0)              | 0                  | 0                  | 0                  | 0                  | 6 (0)                   | 1                       | 0                       | 1                       | 0                       | 1 (0)        | 0            | 0              | 0            | 0            | 0 (0)             | 0                 | 0                 | 0                 | 0                 | 7 (0)   | 1           | 0              | 1      | 0            |
| 79 |     | Maamar       | 6 (5)              | 0                  | 0                  | 2                  | 0                  | 9 (6)                   | 0                       | 2                       | 0                       | 0                       | 3 (2)        | 0            | 0              | 0            | 0            | 2 (2)             | 0                 | 0                 | 0                 | 0                 | 20 (15) | 0           | 2              | 2      | 0            |
| 83 |     | Degreef      | 10 (4)             | 0                  | 0                  | 4                  | 0                  | 3 (2)                   | 0                       | 0                       | 1                       | 0                       | 8 (6)        | 1            | 0              | 0            | 0            | 4 (4)             | 1                 | 0                 | 1                 | 0                 | 25 (16) | 2           | 0              | 6      | 0            |
| 99 |     | Kanaté       | 0 (0)              | 0                  | 0                  | 0                  | 0                  | 2 (0)                   | 0                       | 0                       | 0                       | 0                       | 0 (0)        | 0            | 0              | 0            | 0            | 0 (0)             | 0                 | 0                 | 0                 | 0                 | 2 (0)   | 0           | 0              | 0      | 0            |

### Statistiques des buteurs
|       | Buteur              | Jupiler Pro League | JPL Play-offs | Ligue Europa | Coupe de Belgique | Total | MJ |
| ----- | ------------------- | ------------------ | ------------- | ------------ | ----------------- | ----- | -- |
| TOTAL | TOTAL               | 46                 | 12            | 18           | 13                | 89    | 57 |
| 1     | Kasper Dolberg      | 14                 | 4             | 1            | 5                 | 24    | 45 |
| 2     | Luis Vázquez        | 4                  | 0             | 4            | 1                 | 9     | 55 |
| 3     | Yari Verschaeren    | 3                  | 1             | 2            | 1                 | 7     | 49 |
| 4     | Anders Dreyer       | 3                  | 0             | 1            | 1                 | 5     | 28 |
| 5     | Mario Stroeykens    | 3                  | 1             | 1            | 0                 | 5     | 40 |
| 6     | Francis Amuzu       | 2                  | 0             | 2            | 0                 | 4     | 28 |
| 7     | Samuel Edozie       | 2                  | 1             | 1            | 0                 | 4     | 32 |
| 8     | Jan-Carlo Simić     | 3                  | 0             | 0            | 1                 | 4     | 49 |
| 9     | Keisuke Goto        | 1                  | 1             | 1            | 0                 | 3     | 10 |
| 10    | César Huerta        | 2                  | 1             | 0            | 0                 | 3     | 21 |
| 11    | Ludwig Augustinsson | 1                  | 0             | 2            | 0                 | 3     | 36 |
| 12    | Théo Leoni          | 2                  | 0             | 1            | 0                 | 3     | 42 |
| 13    | Leander Dendoncker  | 0                  | 2             | 0            | 1                 | 3     | 43 |
| 14    | Tristan Degreef     | 0                  | 0             | 1            | 1                 | 2     | 25 |
| 15    | Thorgan Hazard      | 2                  | 0             | 0            | 0                 | 2     | 28 |
| 16    | Nilson Angulo       | 1                  | 0             | 1            | 0                 | 2     | 39 |
| 17    | Nathan De Cat       | 0                  | 1             | 0            | 0                 | 1     | 7  |
| 18    | Adryelson           | 1                  | 0             | 0            | 0                 | 1     | 14 |
| 19    | Majeed Ashimeru     | 1                  | 0             | 0            | 0                 | 1     | 23 |
| 20    | Mathias Jørgensen   | 0                  | 0             | 0            | 1                 | 1     | 26 |
| 21    | Moussa N'Diaye      | 0                  | 0             | 0            | 1                 | 1     | 41 |
| 22    | Mats Rits           | 1                  | 0             | 0            | 0                 | 1     | 43 |

### Statistiques des passeurs décisifs
|       | Passeur             | Jupiler Pro League | JPL Play-offs | Ligue Europa | Coupe de Belgique | Total | MJ |
| ----- | ------------------- | ------------------ | ------------- | ------------ | ----------------- | ----- | -- |
| TOTAL | TOTAL               | 35                 | 10            | 13           | 8                 | 66    | 57 |
| 1     | Anders Dreyer       | 5                  | 0             | 2            | 2                 | 9     | 28 |
| 2     | Mario Stroeykens    | 4                  | 1             | 1            | 0                 | 6     | 39 |
| 3     | Mats Rits           | 2                  | 0             | 2            | 1                 | 5     | 43 |
| 4     | Thorgan Hazard      | 1                  | 2             | 1            | 0                 | 4     | 28 |
| 5     | Samuel Edozie       | 2                  | 0             | 0            | 2                 | 4     | 32 |
| 6     | Yari Verschaeren    | 4                  | 0             | 0            | 0                 | 4     | 49 |
| 7     | César Huerta        | 2                  | 0             | 0            | 1                 | 3     | 21 |
| 8     | Thomas Foket        | 2                  | 0             | 0            | 1                 | 3     | 23 |
| 9     | Nilson Angulo       | 3                  | 0             | 0            | 0                 | 3     | 39 |
| 10    | Théo Leoni          | 0                  | 2             | 1            | 0                 | 3     | 41 |
| 11    | Kasper Dolberg      | 1                  | 0             | 1            | 1                 | 3     | 45 |
| 12    | Ali Maamar          | 0                  | 2             | 0            | 0                 | 2     | 20 |
| 13    | Mathias Jørgensen   | 2                  | 0             | 0            | 0                 | 2     | 26 |
| 14    | Francis Amuzu       | 2                  | 0             | 0            | 0                 | 2     | 28 |
| 15    | Ludwig Augustinsson | 1                  | 1             | 0            | 0                 | 2     | 36 |
| 16    | Killian Sardella    | 1                  | 0             | 1            | 0                 | 2     | 38 |
| 17    | Moussa N'Diaye      | 0                  | 1             | 1            | 0                 | 2     | 41 |
| 18    | Jan-Carlo Simić     | 0                  | 0             | 2            | 0                 | 2     | 49 |
| 19    | Luis Vázquez        | 1                  | 0             | 1            | 0                 | 2     | 55 |
| 20    | Lucas Hey           | 0                  | 1             | 0            | 0                 | 1     | 22 |
| 21    | Majeed Ashimeru     | 1                  | 0             | 0            | 0                 | 1     | 23 |
| 22    | Leander Dendoncker  | 1                  | 0             | 0            | 0                 | 1     | 43 |